# Edward Burne-Jones

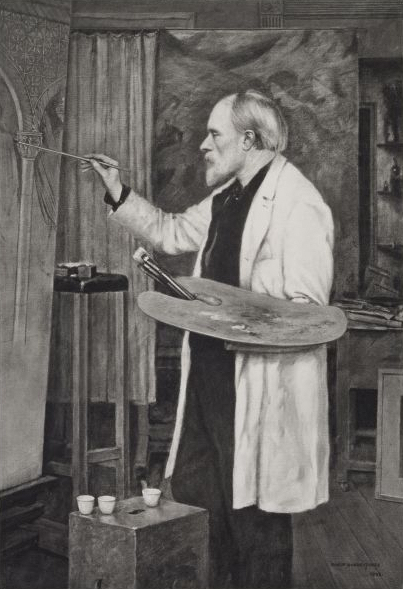
Edward Burne-Jones

Sir Edward Coley Burne-Jones, Bt ARA (Birmingham, 28 de agosto de 1833 – Londres, 17 de junho de 1898) foi um artista britânico e designer associado com a fase da Irmandade Pré-Rafaelita, que trabalhou com William Morris em artes decorativas como um parceiro de fundação, da Morris, Marshall, Faulkner & Co.

## Carreira
Burne-Jones esteve envolvido no rejuvenescimento da tradição da arte com vitrais na Grã-Bretanha; suas obras incluem janelas na St. Philip's Cathedral, Birmingham, St Martin em the Bull Ring, Birmingham, Holy Trinity Church, Sloane Square, Chelsea, St Peter and St Paul parish church em Cromer, St Martin's Church em Brampton, Cumbria igreja projetado por Philip Webb), St Michael's Church, Brighton, Trinity Church em Frome, All Saints, Jesus Lane, Cambridge, St Edmund Hall e Christ Church, duas faculdades da Universidade de Oxford. Seus vitrais também aparecem na Igreja de St Anne, Brown Edge, Staffordshire Moorlands e na igreja de St Edward the Confessor em Cheddleton Staffordshire. As primeiras pinturas de Burne-Jones mostram a inspiração de Dante Gabriel Rossetti, mas na década de 1860 Burne-Jones estava descobrindo sua própria "voz" artística.
Em 1877, ele foi persuadido a mostrar oito pinturas a óleo na Grosvenor Gallery (um novo rival da Royal Academy). Isso incluía A sedução de Merlin. O momento era certo e ele foi considerado arauto e estrela do novo Movimento Estético. Burne-Jones trabalhou com artesanato; incluindo o design de ladrilhos de cerâmica, joias, tapeçarias e mosaicos.

## Galeria

### Vidro pintado

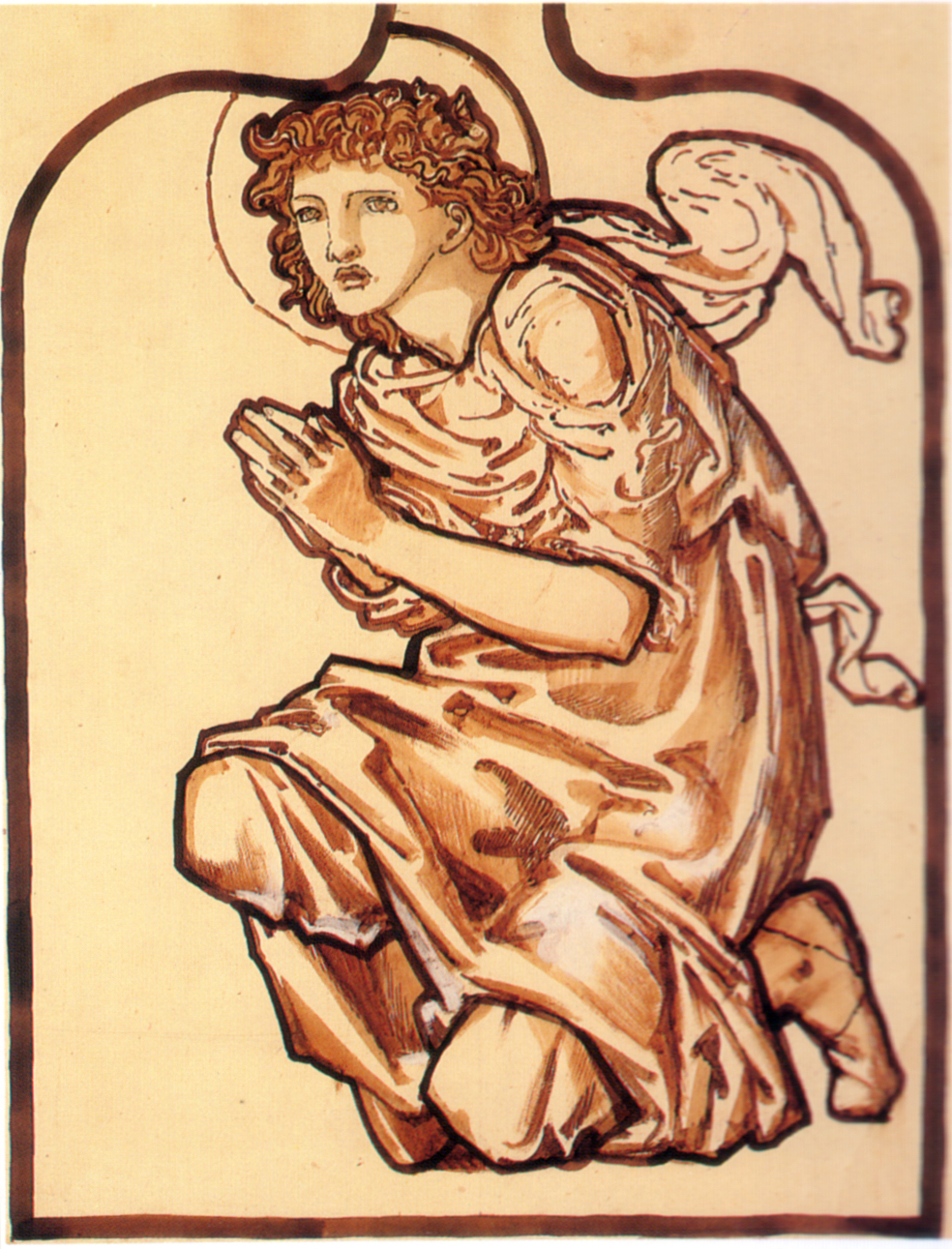
Desenho para janela de Daniel, St. Martin's-on-the-Hill, Scarborough, 1873
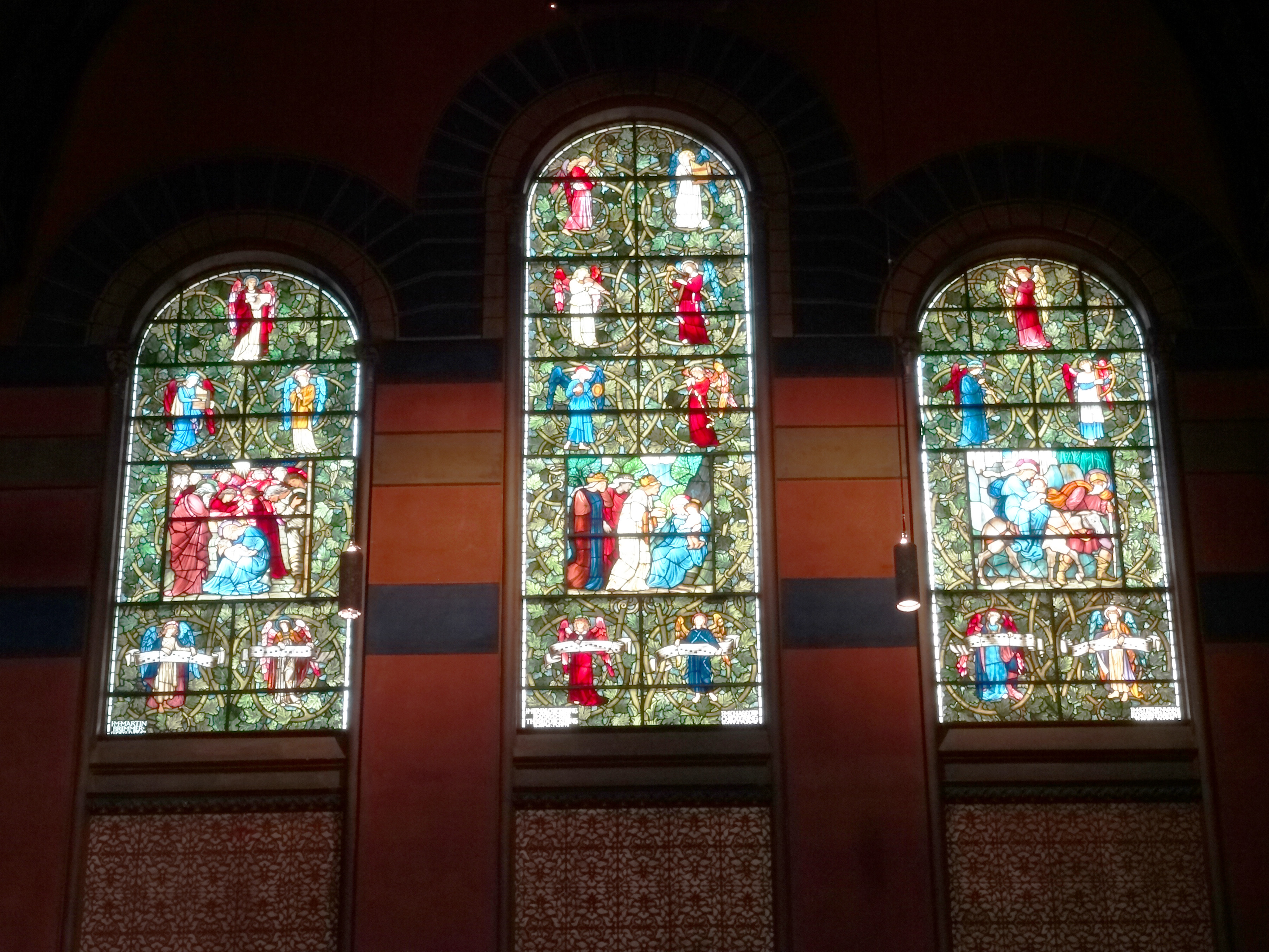
Edward Burne-Jones e William Morris' Nativity janelas  (1882), Trinity Church, Boston
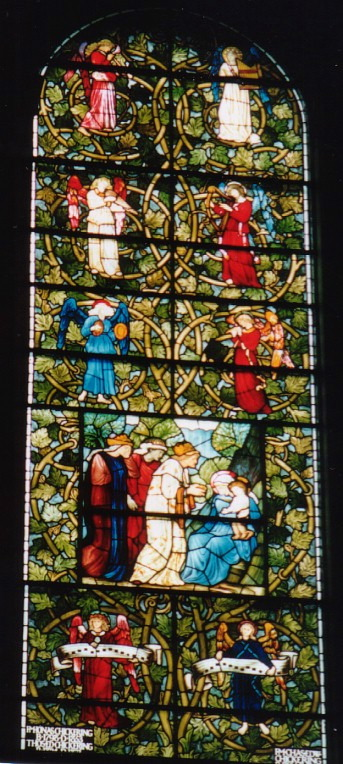
A janela da Adoração dos Reis Magos (1882), Trinity Church, Boston.
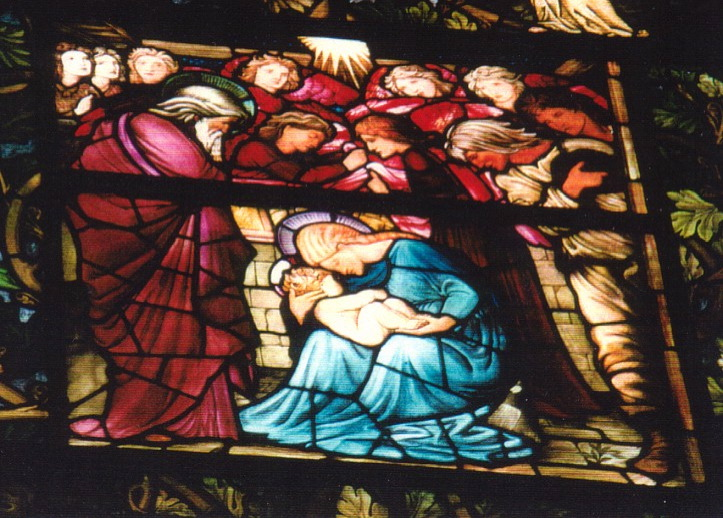
A janela da Adoração dos Pastores (1882), Trinity Church, Boston
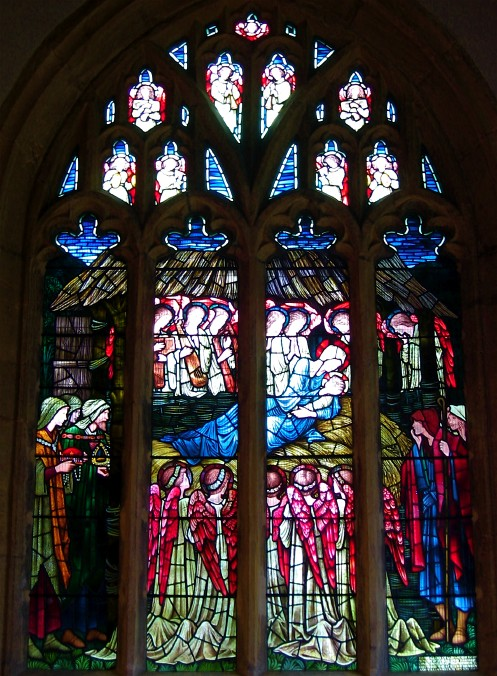
Presépio na Igreja de Santa Maria, Huish Episcopi, Somerset
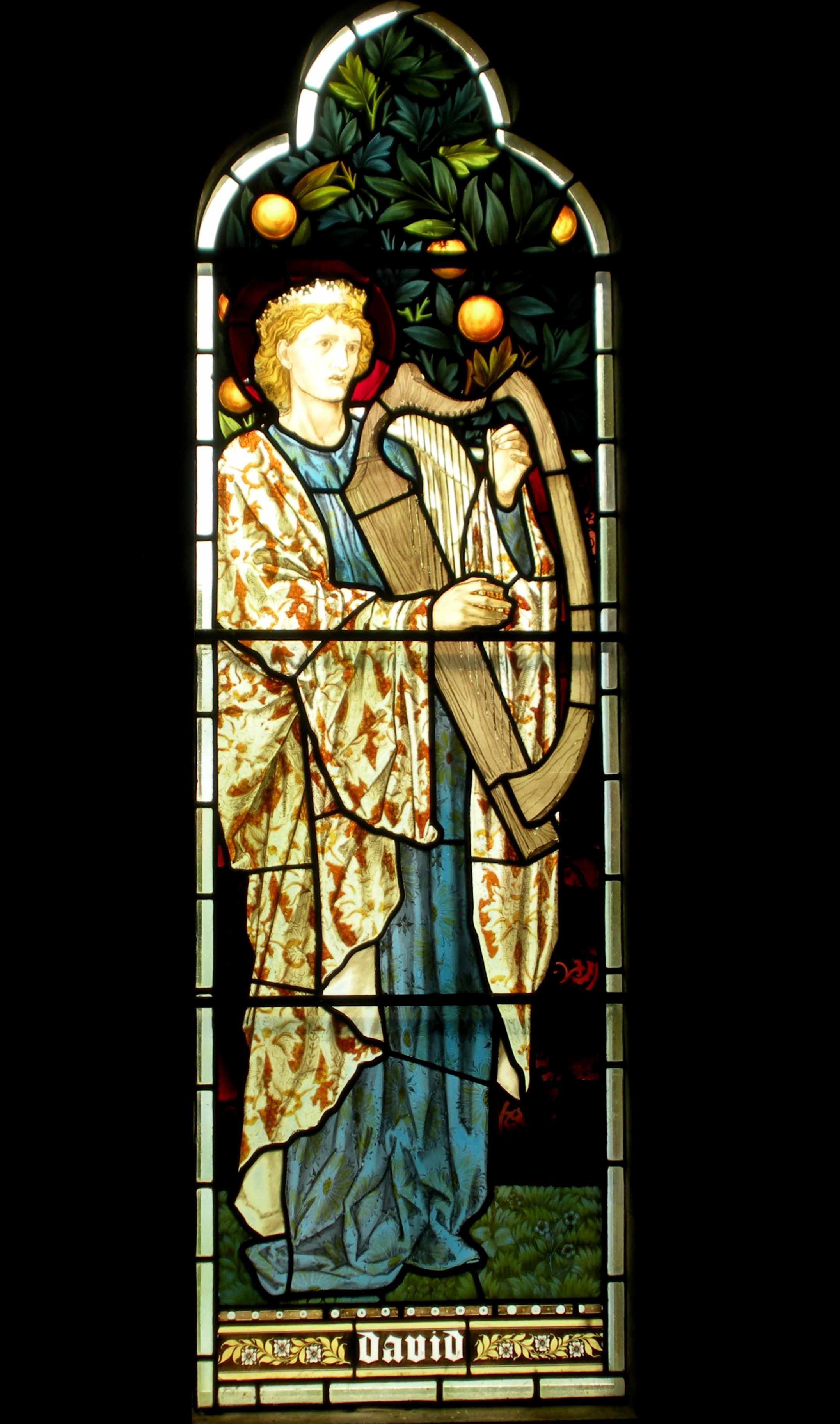
David 1872, em St Michael and All Angels, Waterford, Hertfordshire
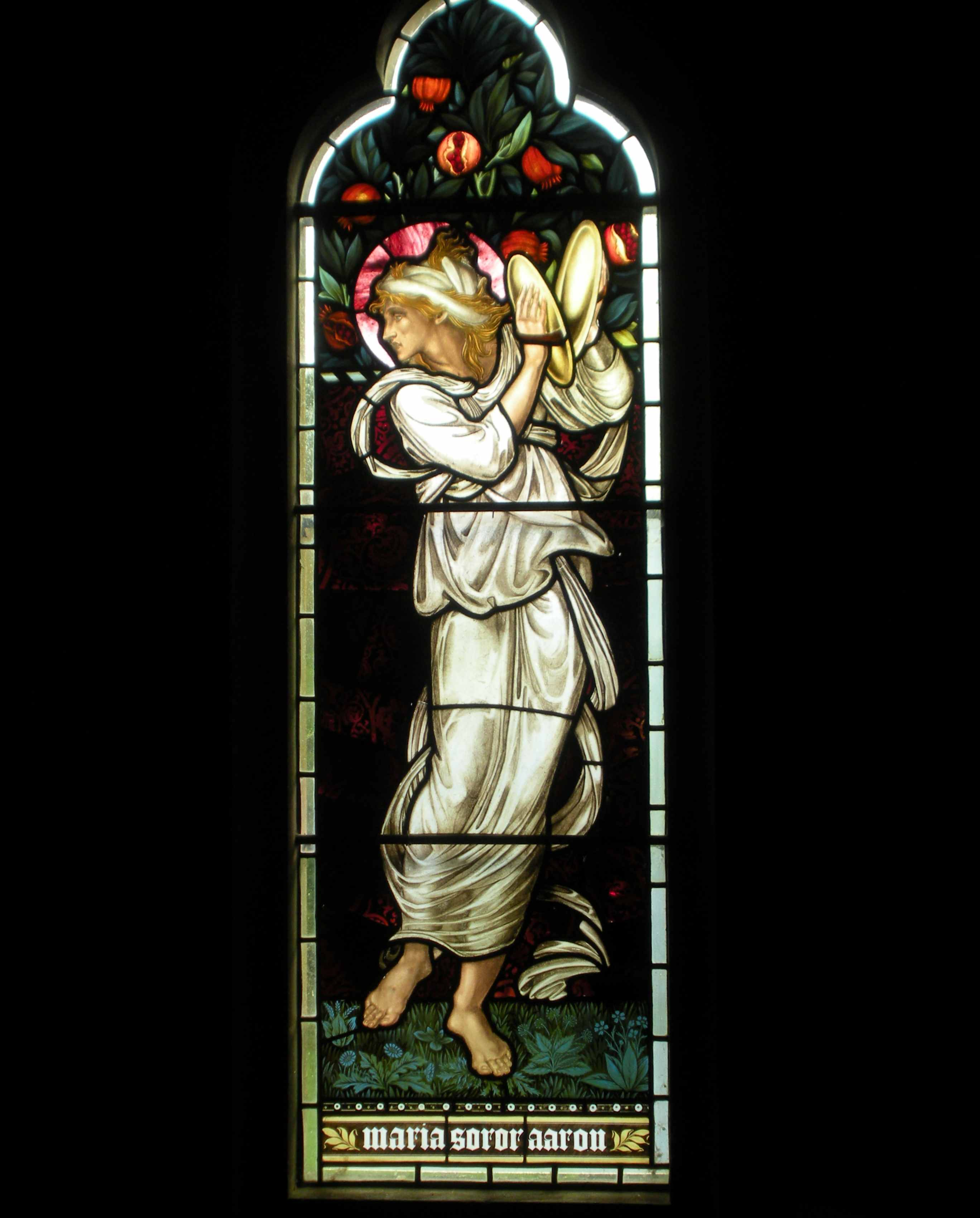
Miriam, 1872 em St Michael and All Angels, Waterford, Hertfordshire
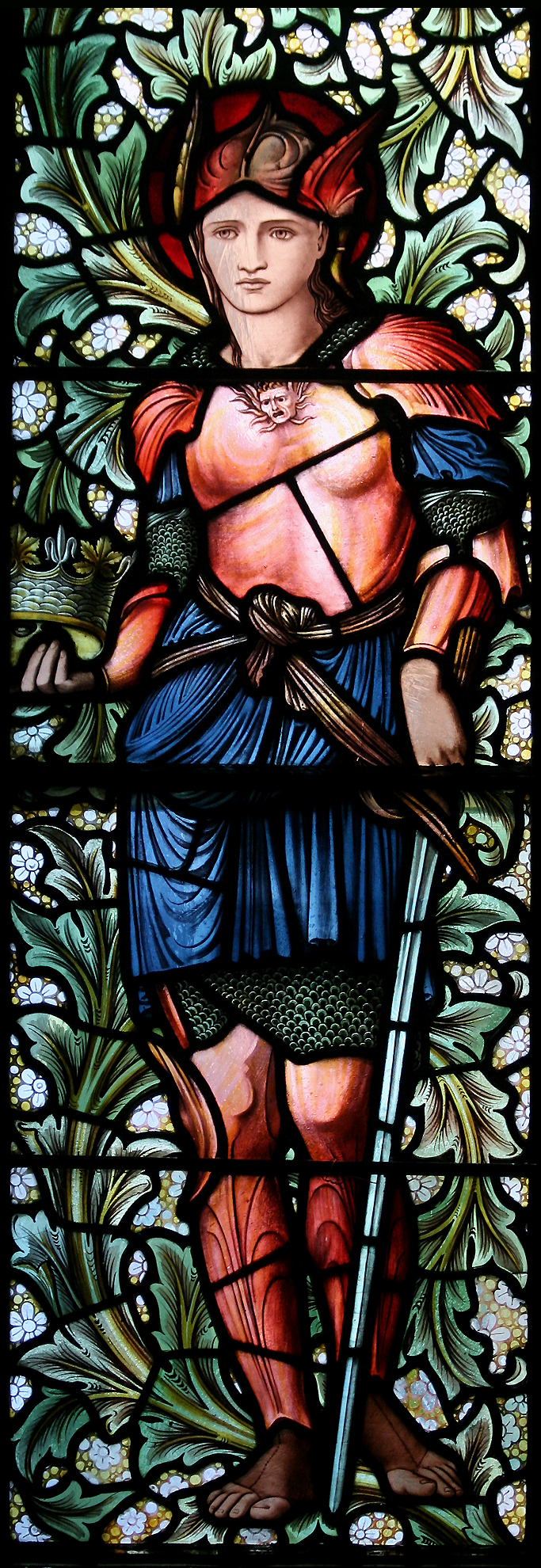
Justiça, Church of St. Andrew and St. Paul, Montreal
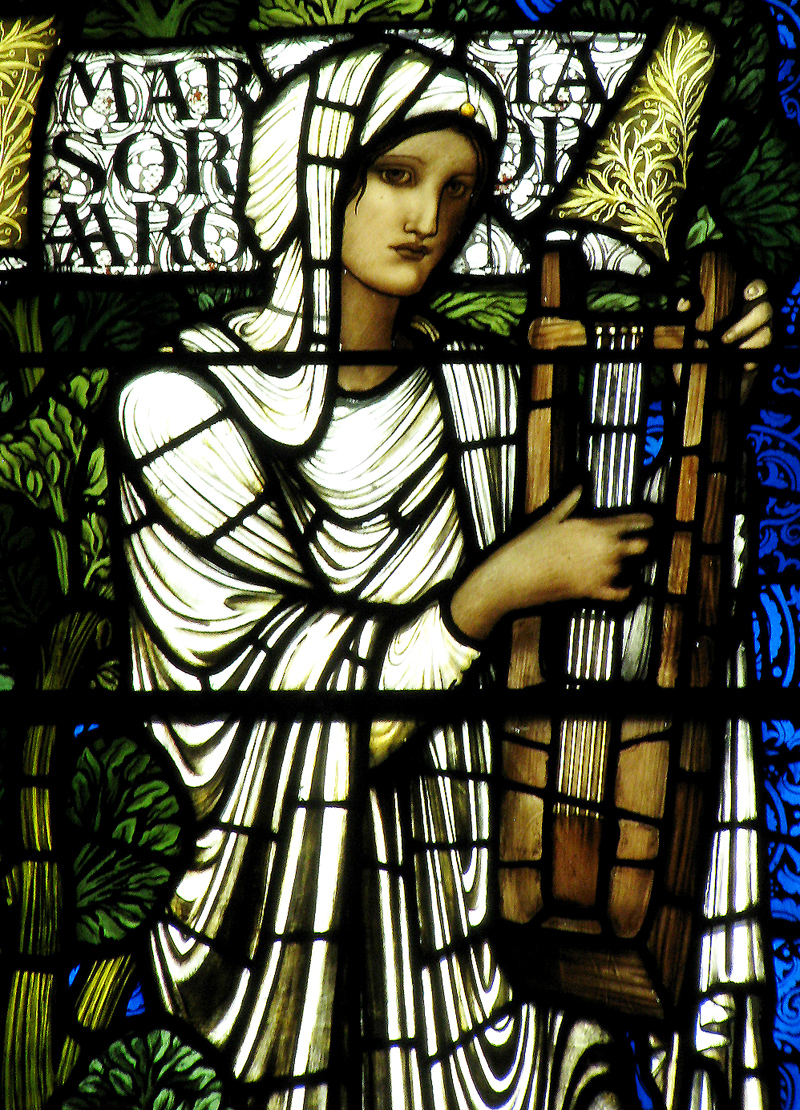
Miriam, 1886 in St Giles' Cathedral, Edinburgh
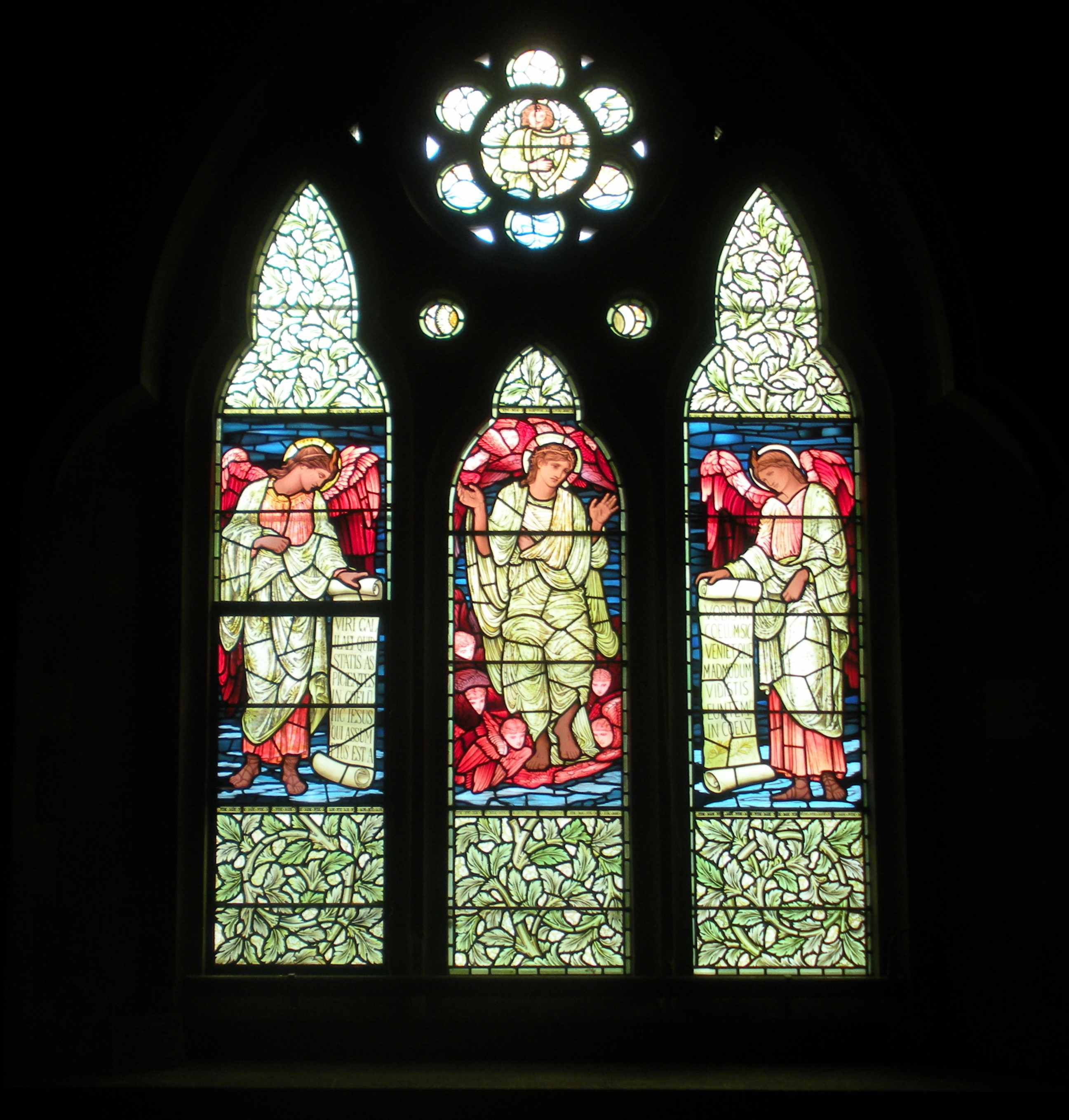
Cristo como Salvator Mundi, 1896 em All Angels, Waterford, Hertfordshire
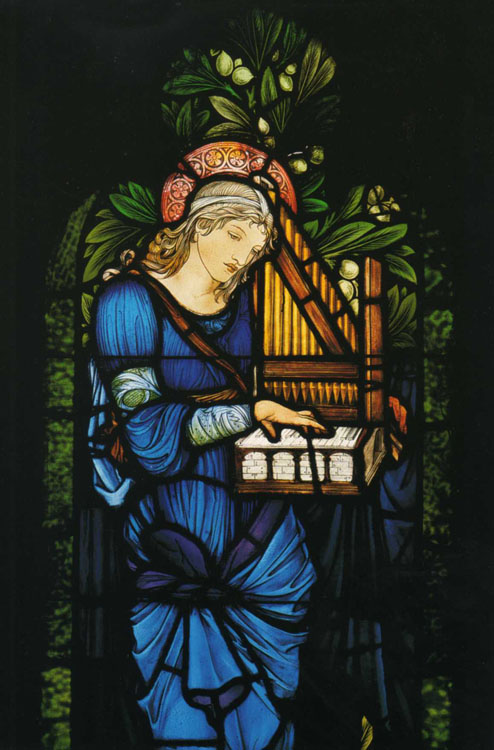
Janela de Santa Cecília, Second Presbyterian Church (Chicago, Illinois)
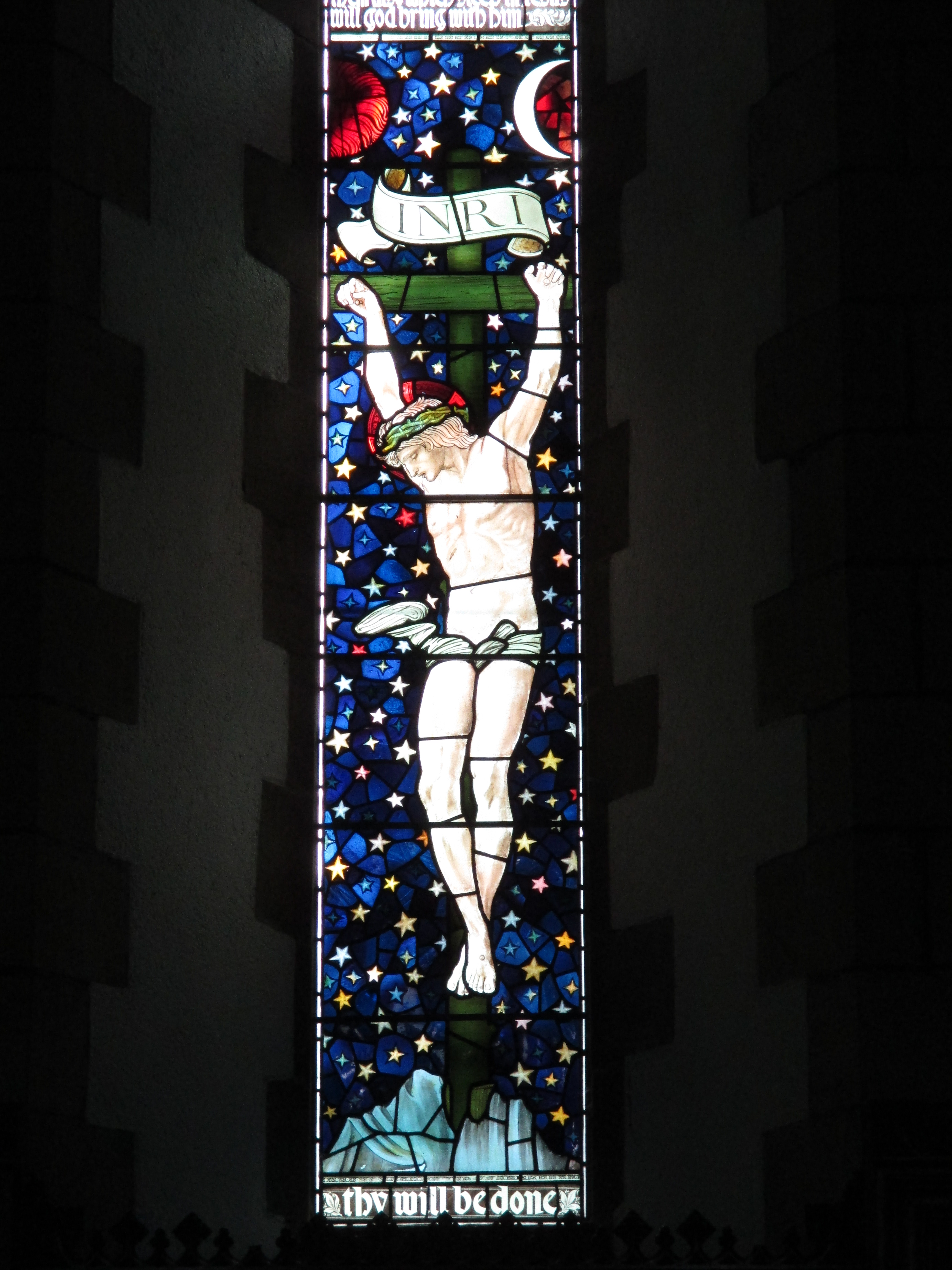
Janela de crucificação na St James's Church, Staveley, Cumbria
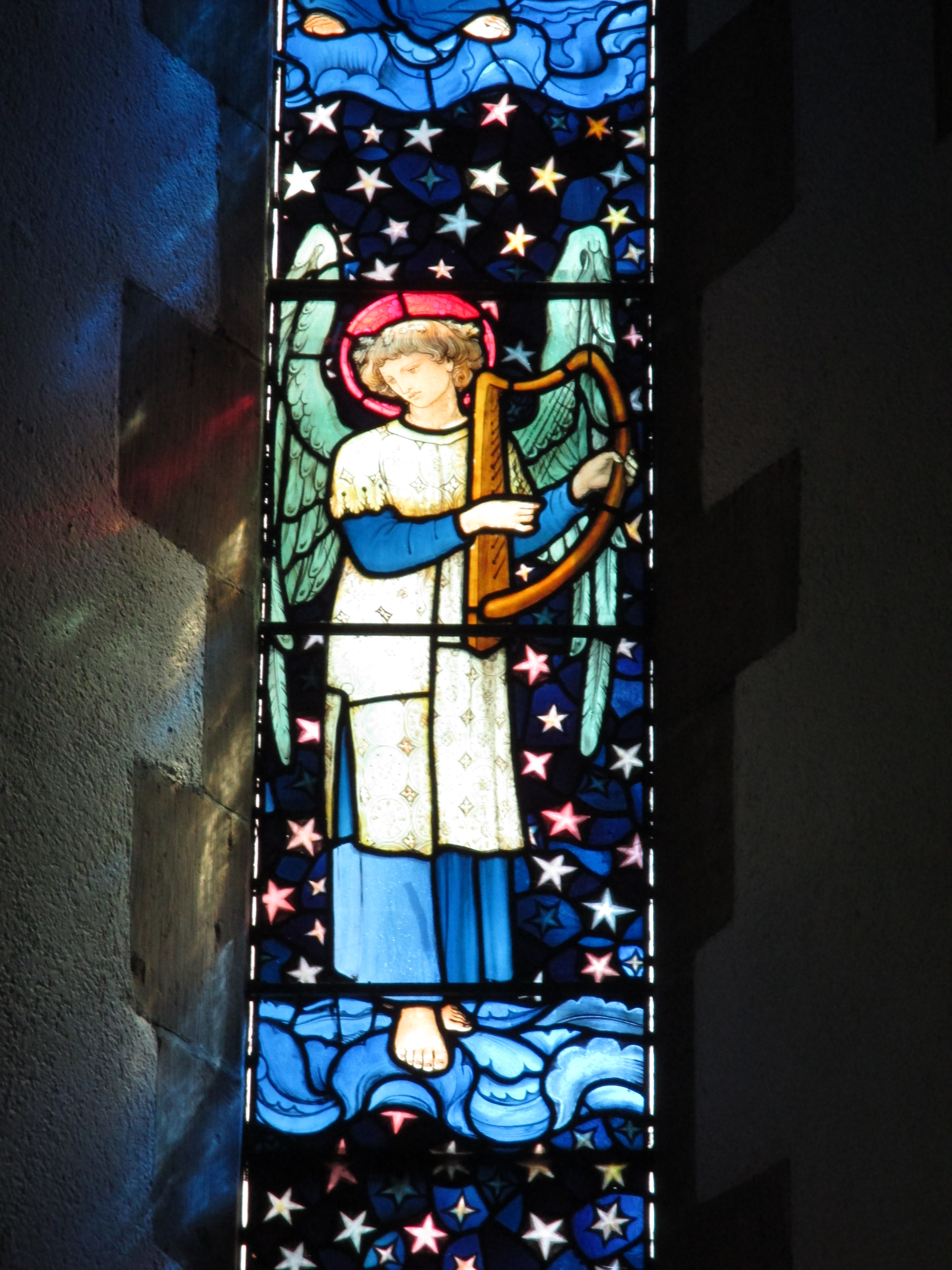
Janela de anjo na St. James's Church, Staveley, Cumbria
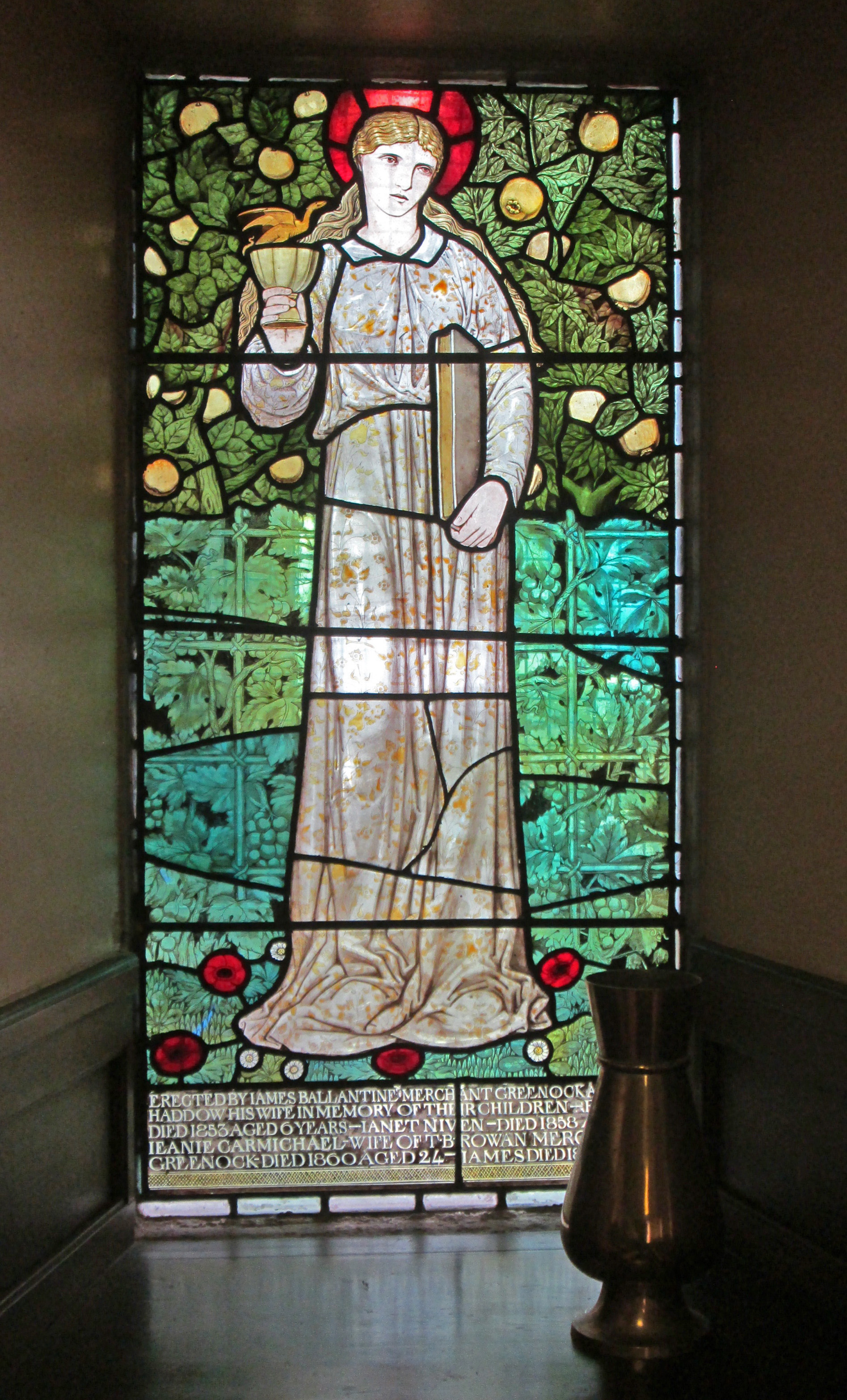
Fé no Old West Kirk, Greenock
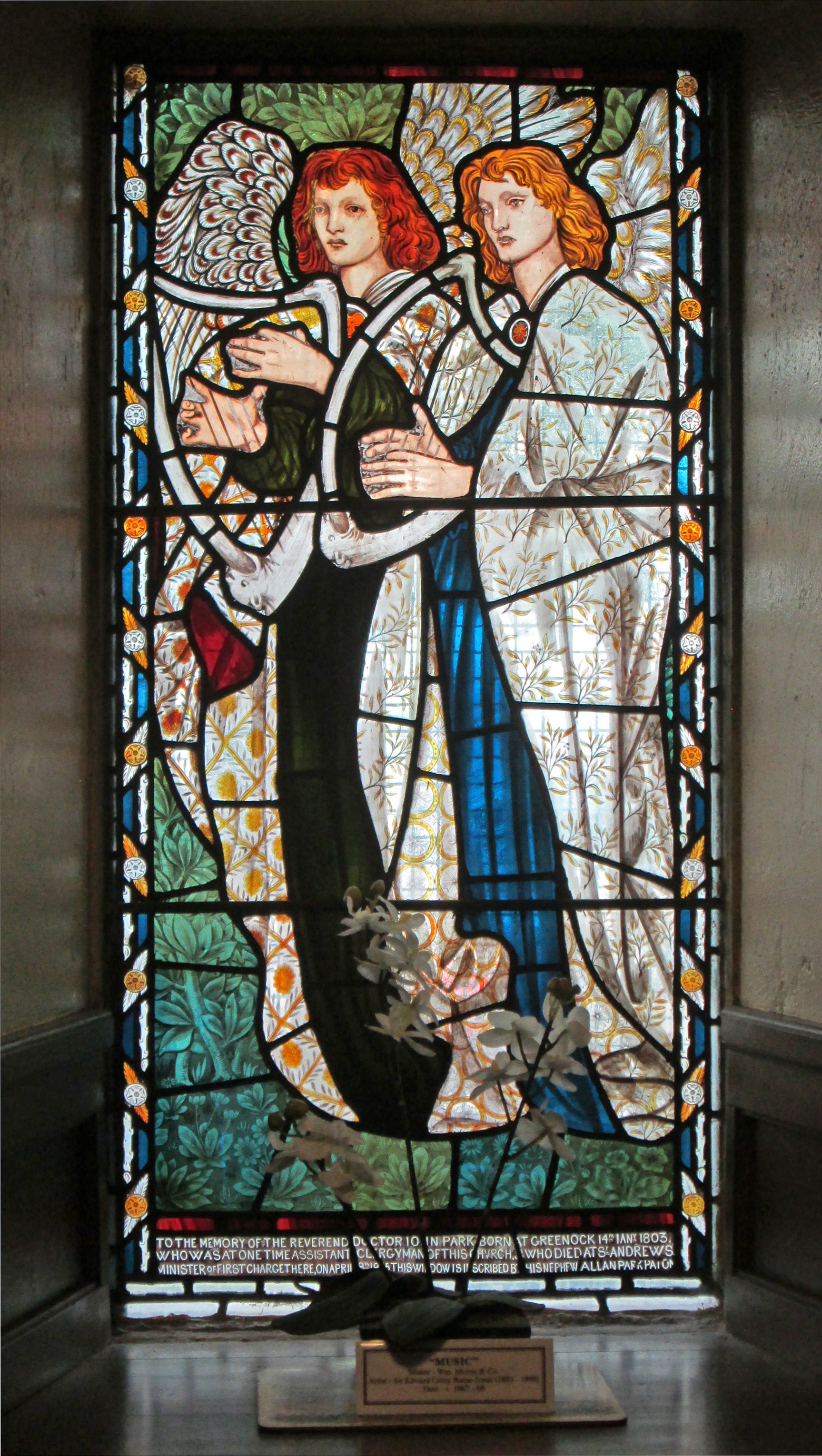
Música no the Old West Kirk, Greenock

### Desenhos

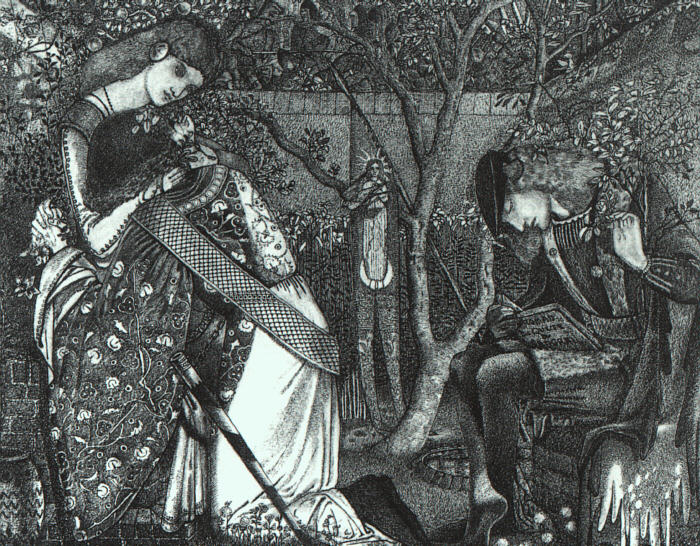
A despedida do cavaleiro , caneta e tinta sobre pergaminho, 1858
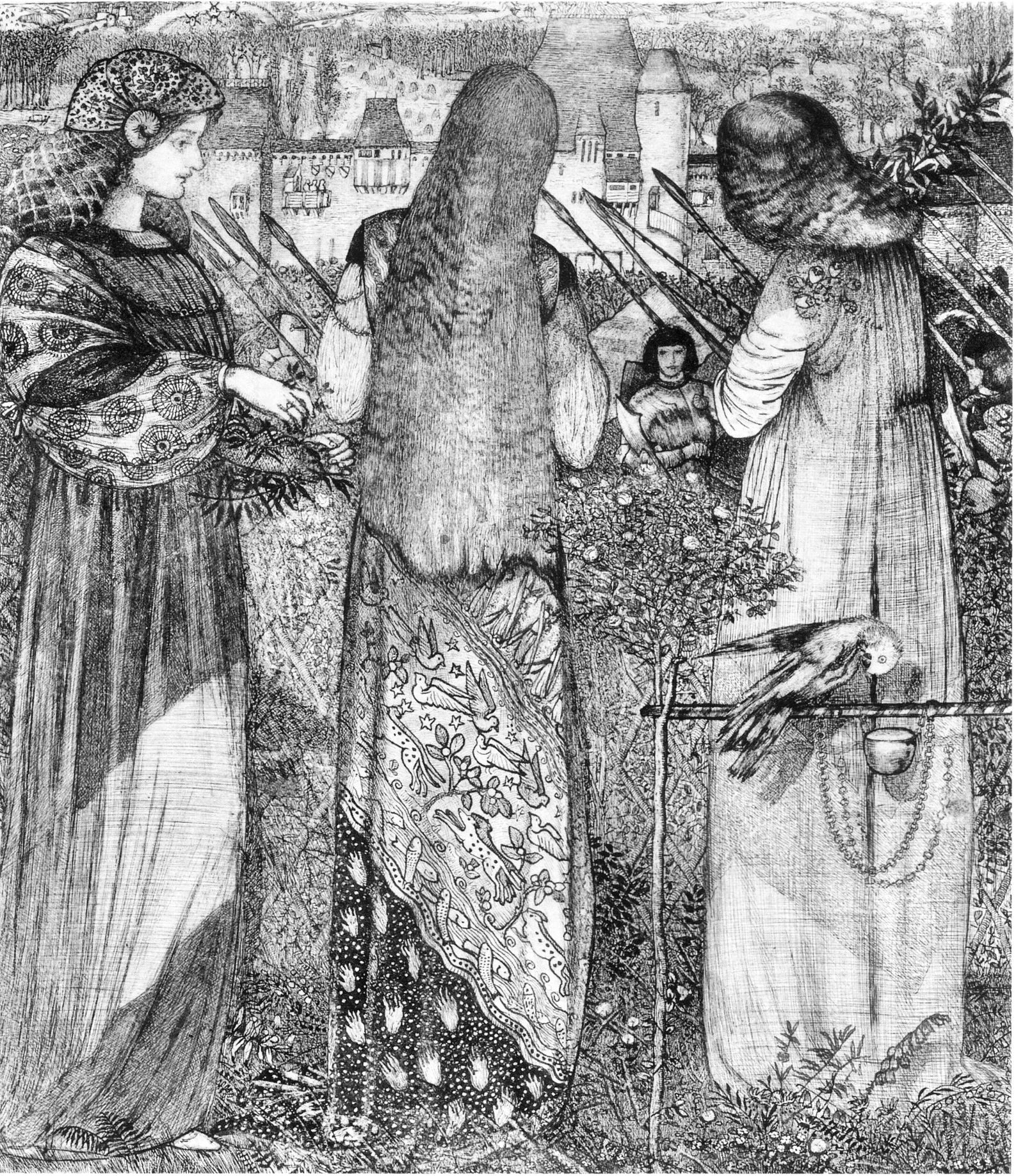
Indo para a batalha, bico de pena com tinta cinza sobre pergaminho, 1858
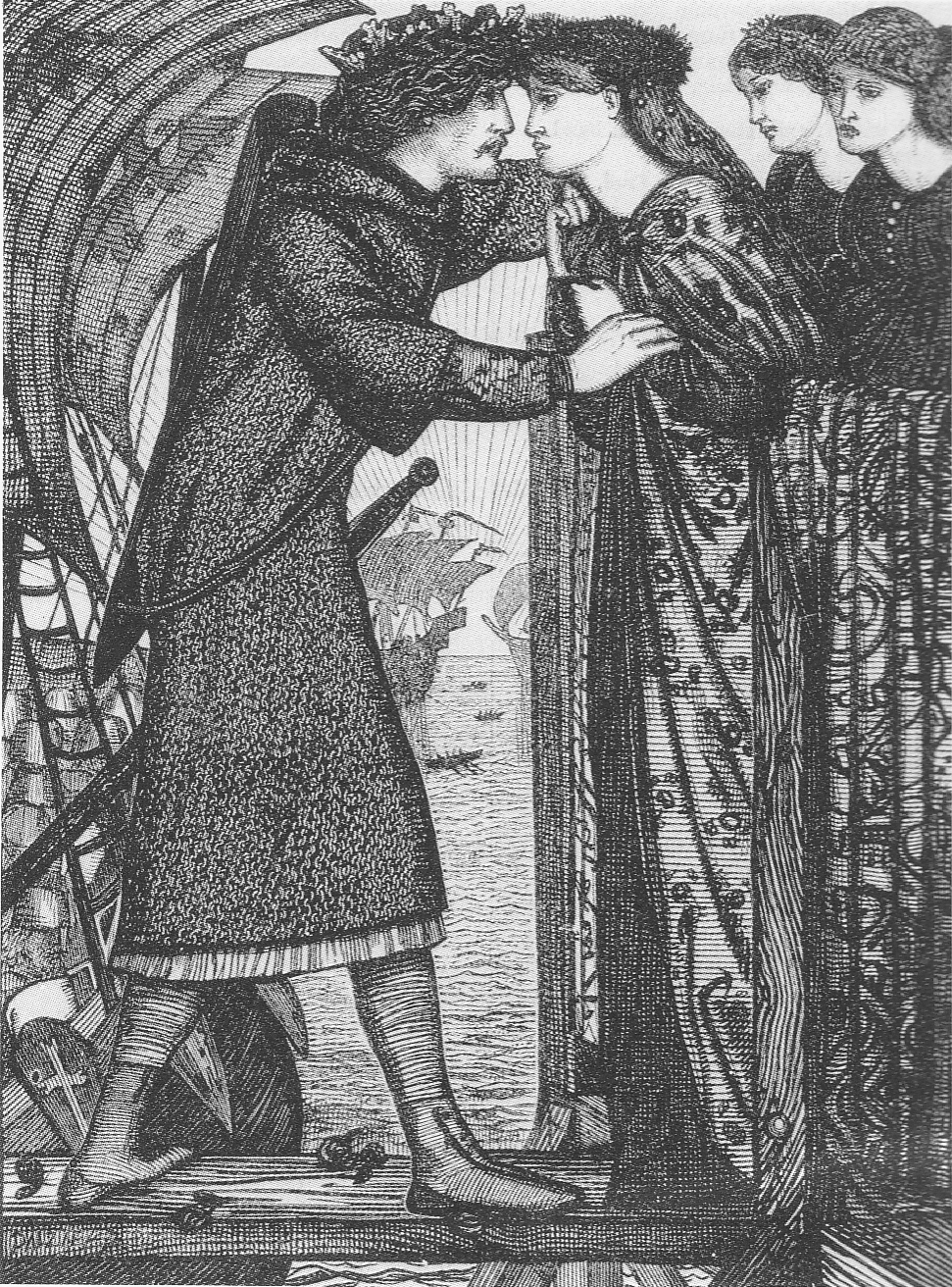
Rei Sigurd, xilogravura de Dalziel Bros. após um desenho a bico de pena, 1862
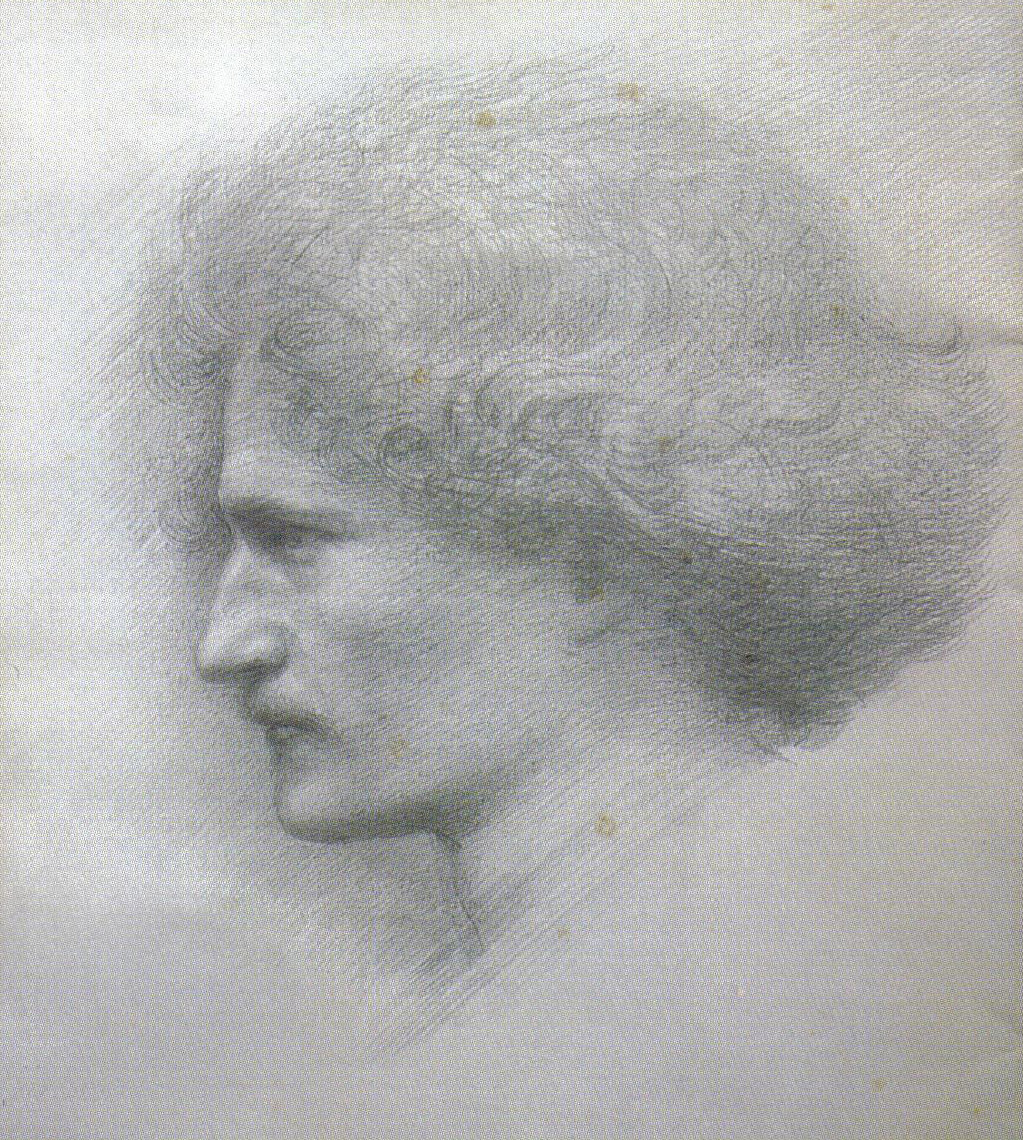
Retrato de Ignacy Jan Paderewski, 1892

### Pinturas
Trabalhos iniciais

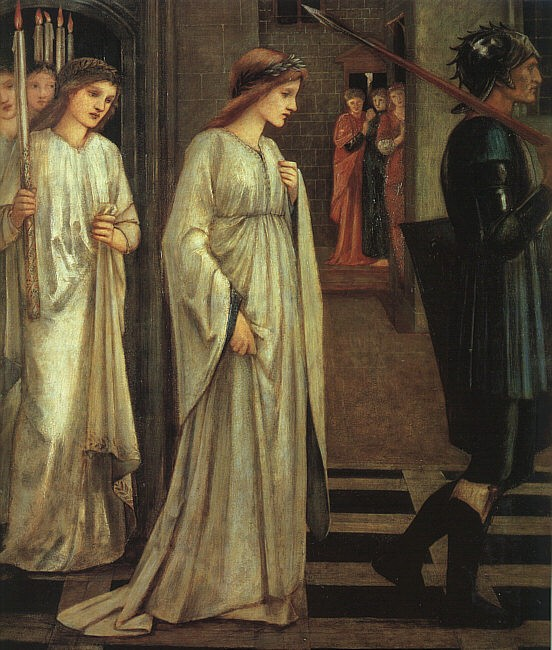
A Princesa Sabra Conduziu ao Dragão, 1866
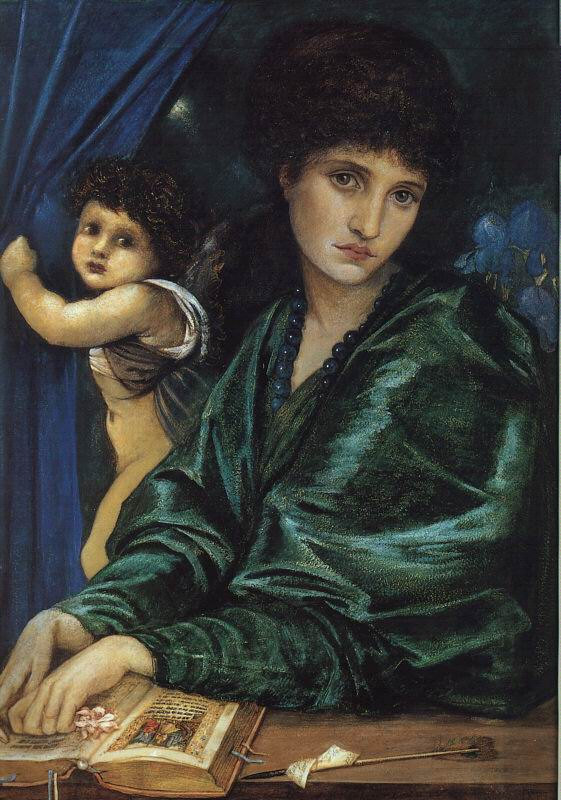
Retrato de Maria Zambaco, 1870
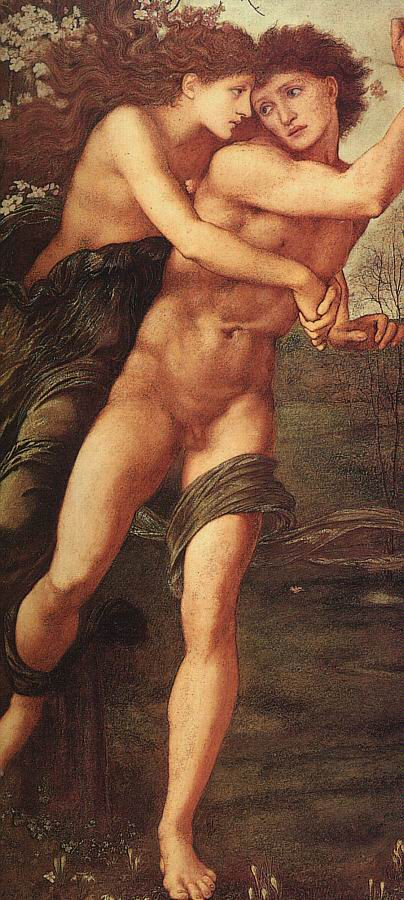
Phyllis e Demophoön, 1870
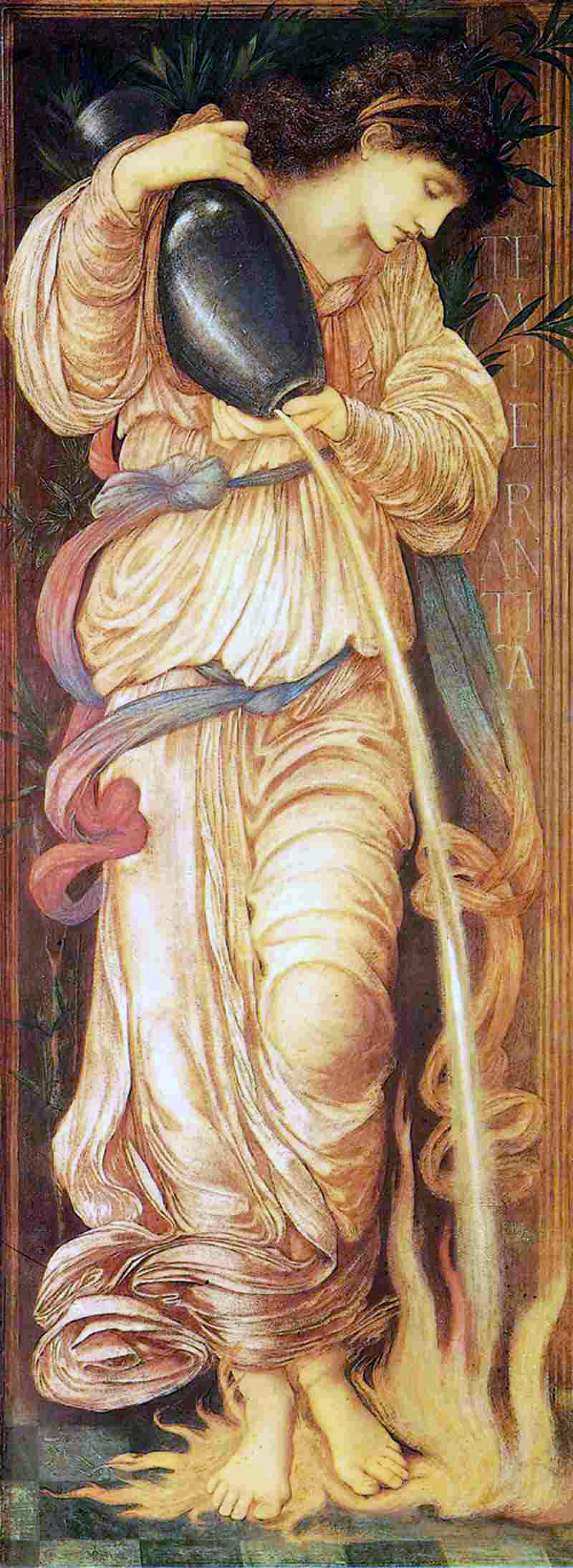
Temperantia, 1872

Pigmalião (primeira série)

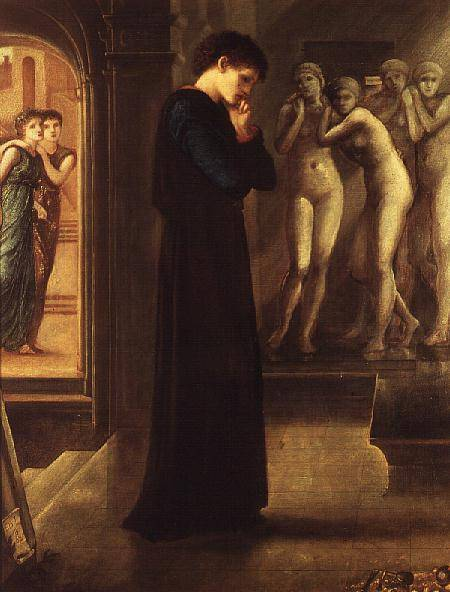
The Heart Desires, 1868–70
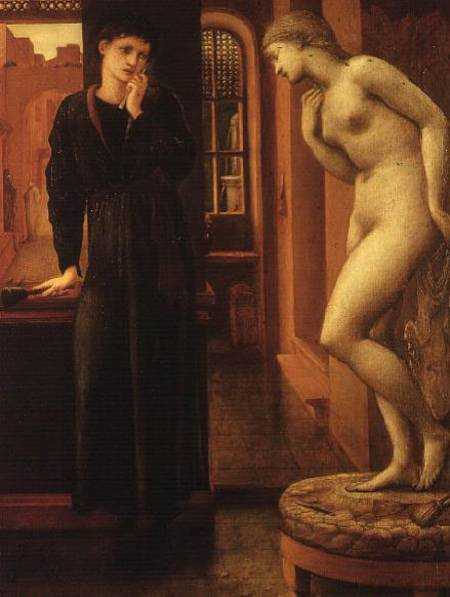
The Hand Refrains, 1868–1870
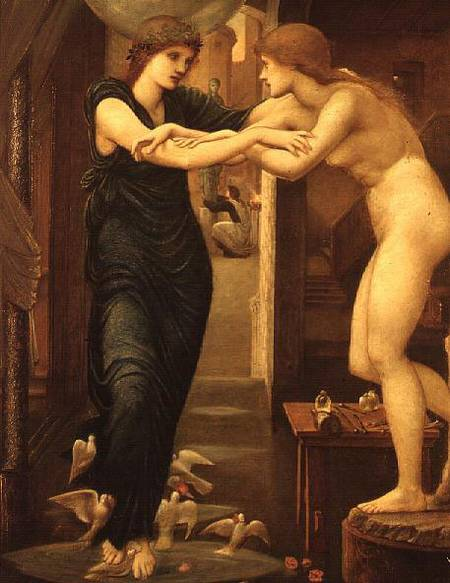
The Godhead Fires, 1868–70
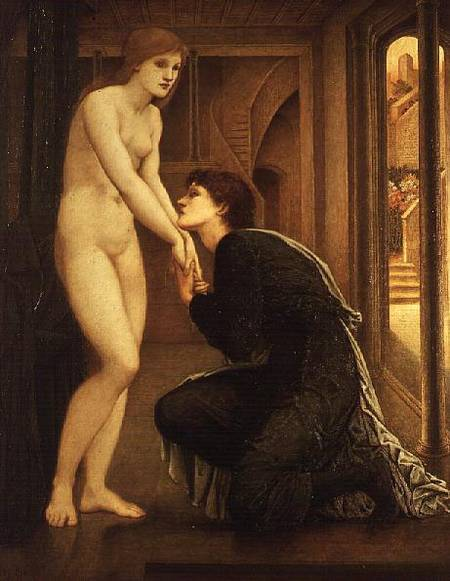
The Soul Attains, 1868–70

Pigmalião e a Imagem (segunda série)

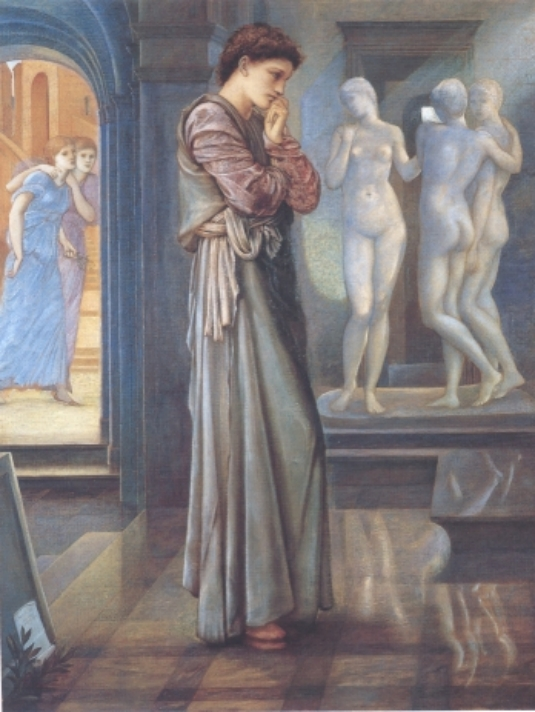
Os desejos do coração, 1878
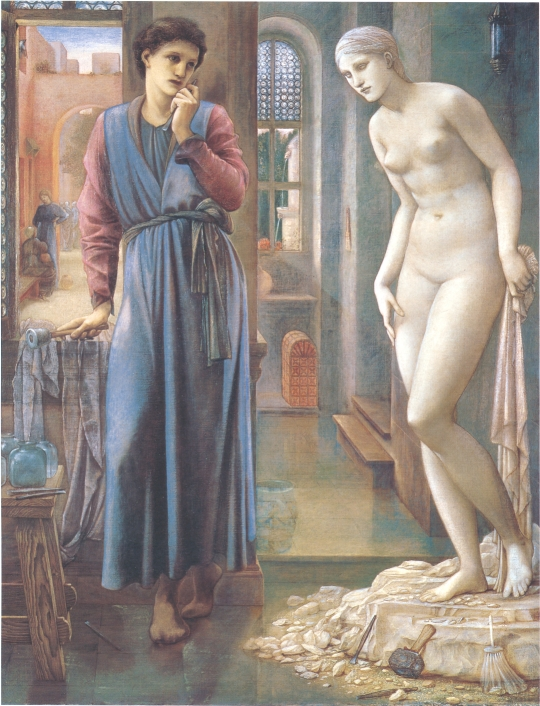
The Hand Refrains, 1878
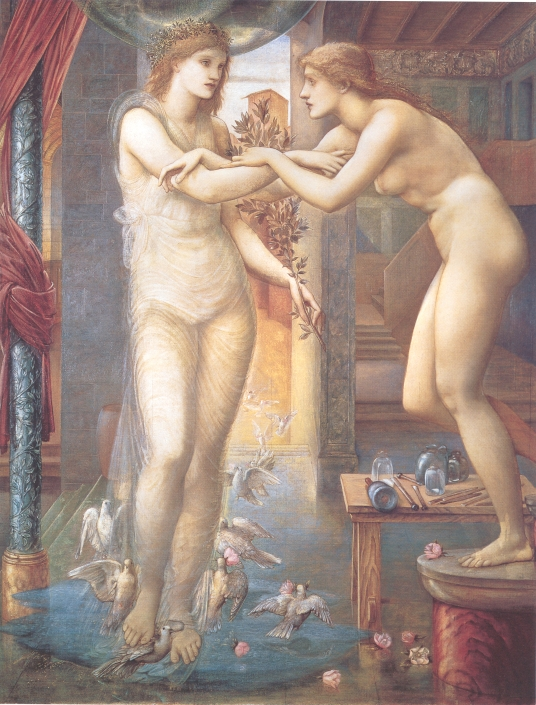
The Godhead Fires, 1878
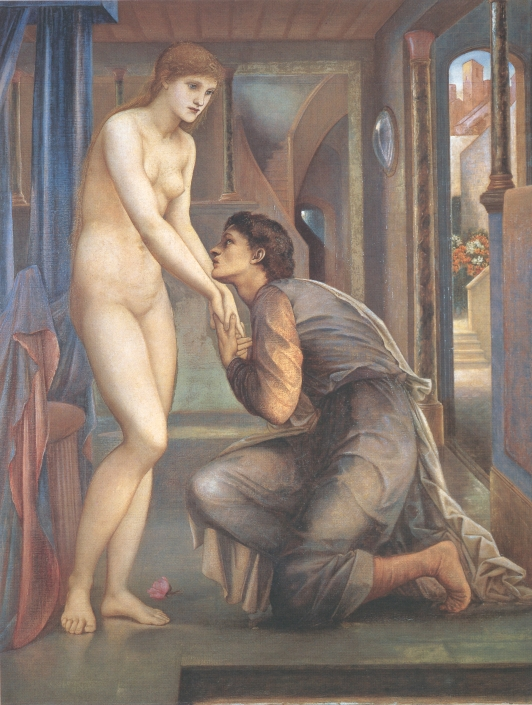
The Soul Attains, 1878

Os anos da Galeria Grosvenor

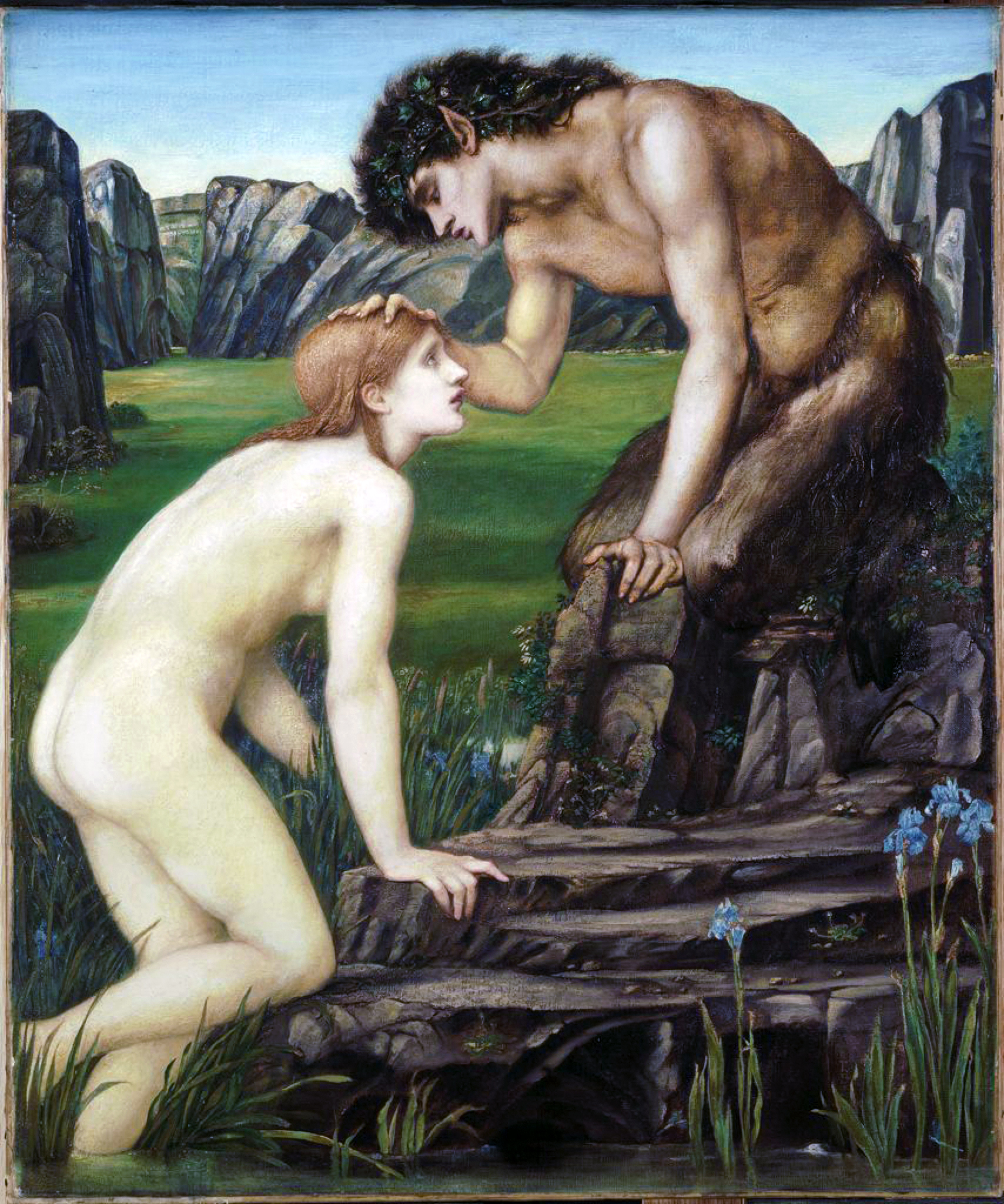
Pan e Psyche, 1874
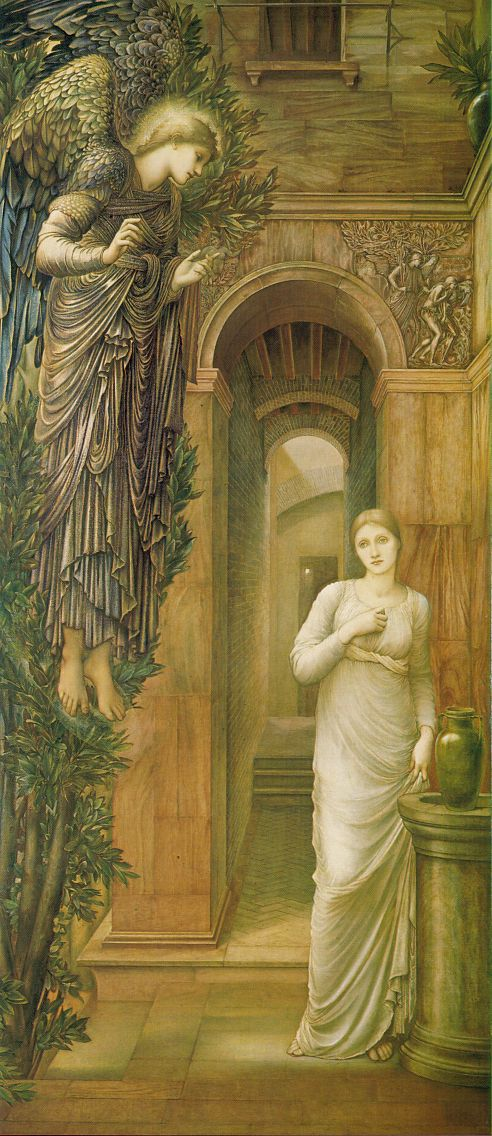
A Anunciação, 1879
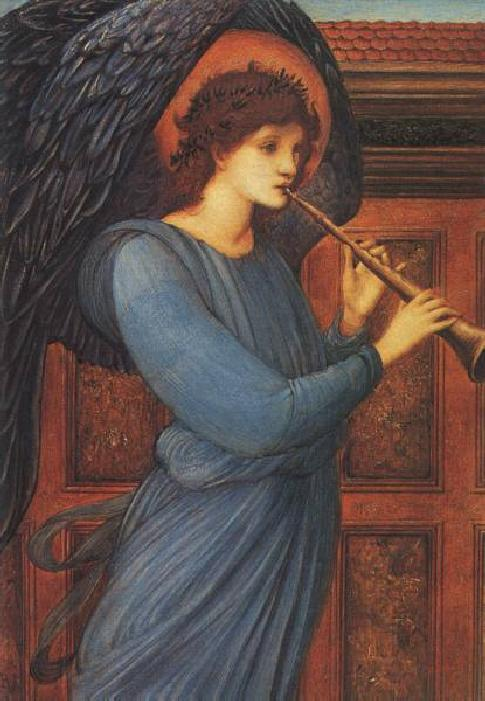
O anjo, 1881
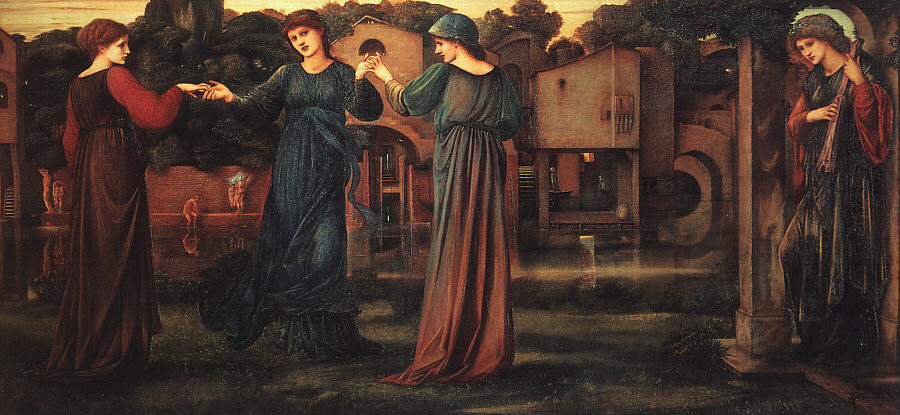
The Mill, 1882
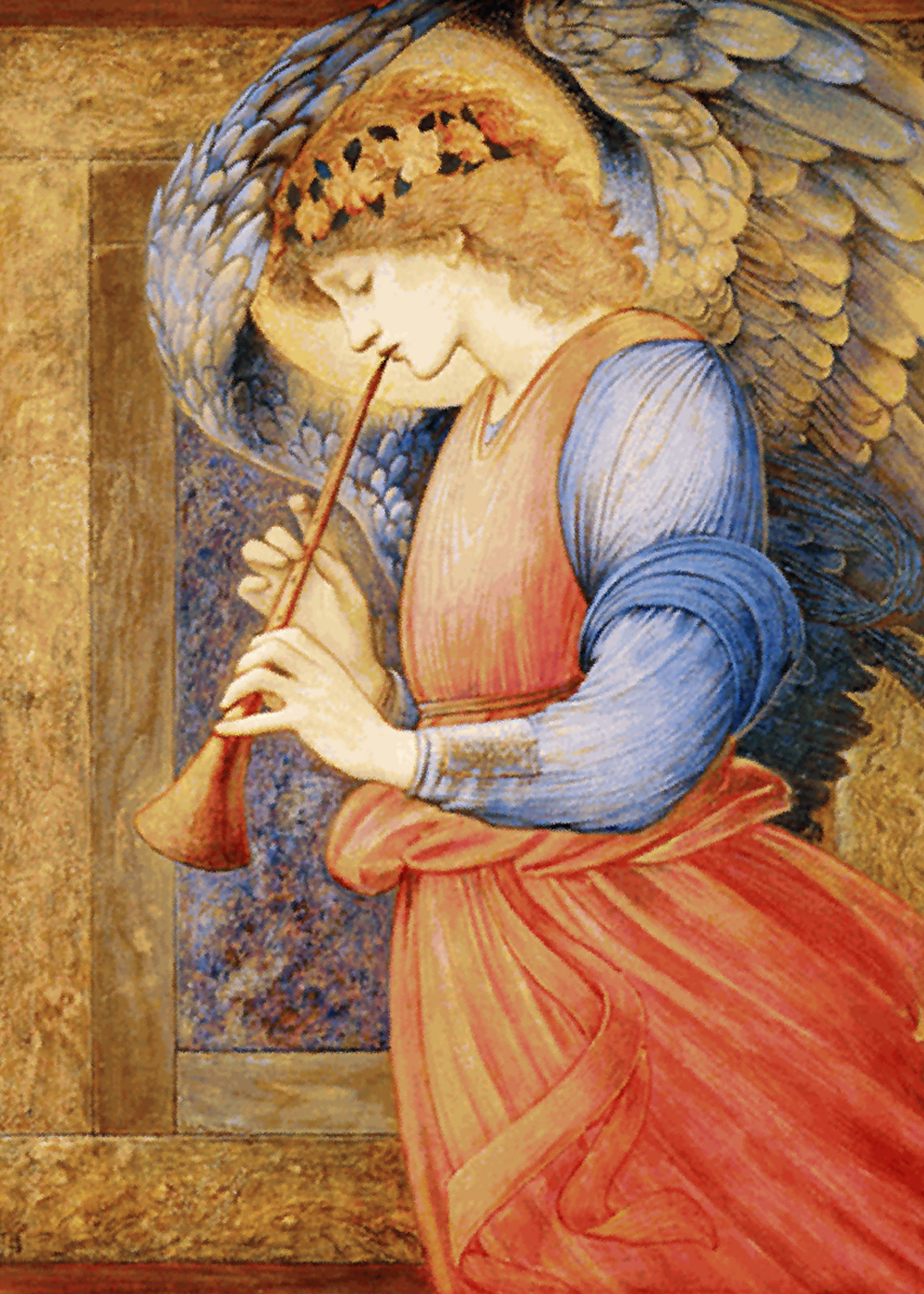
An Angel Playing a Flageolet - Sudley House, Liverpool, England

The Legend of Briar Rose (segunda série)

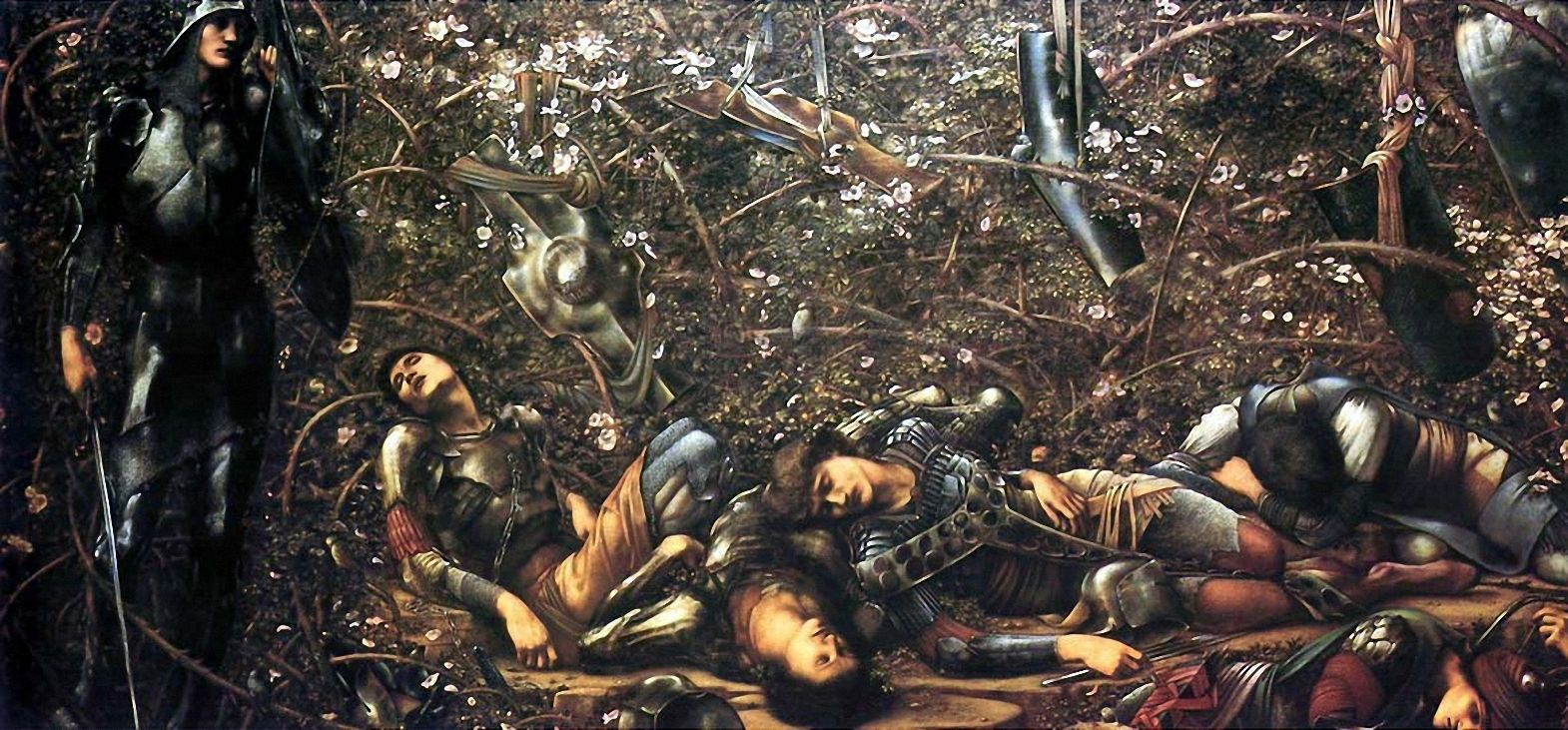
The Briar Wood, concluído 1890
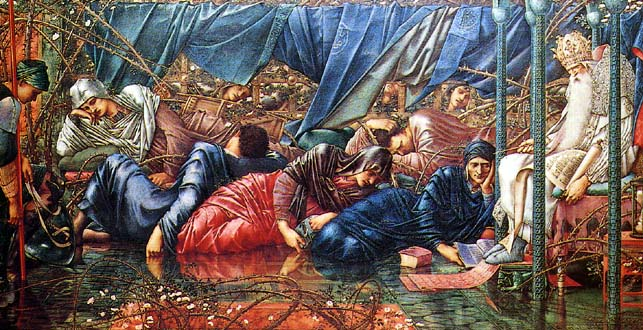
The Council Chamber, 1890
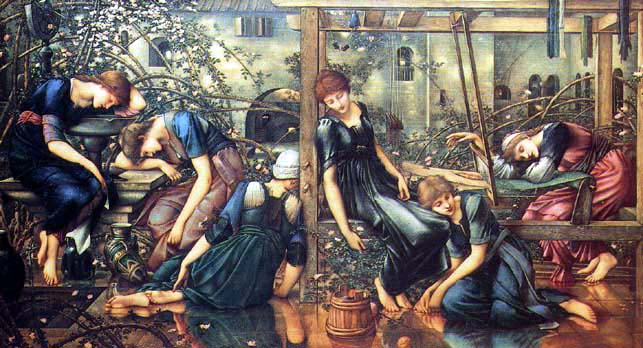
The Garden Court, 1890
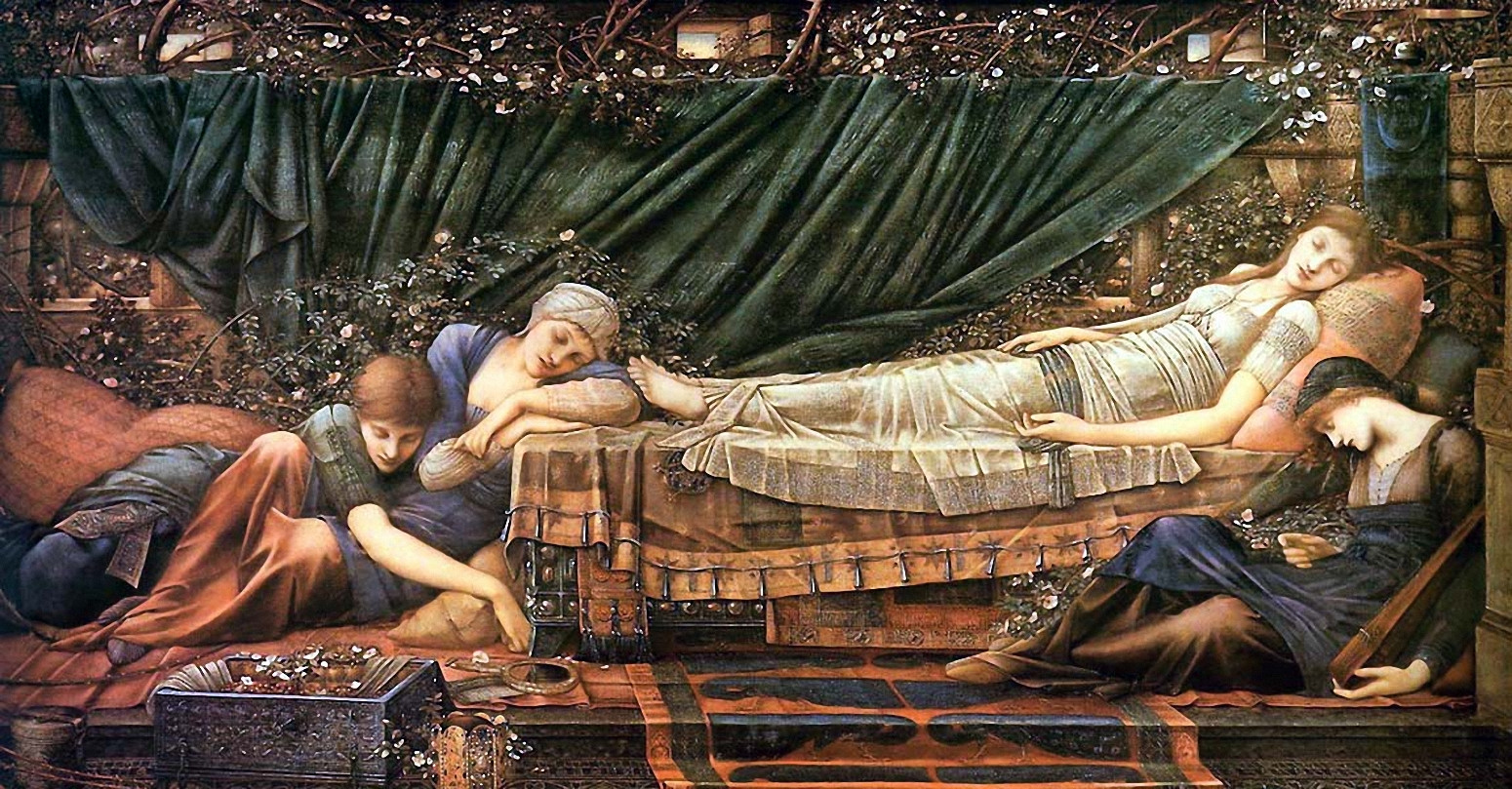
The Rose Bower, 1890

Trabalhos posteriores

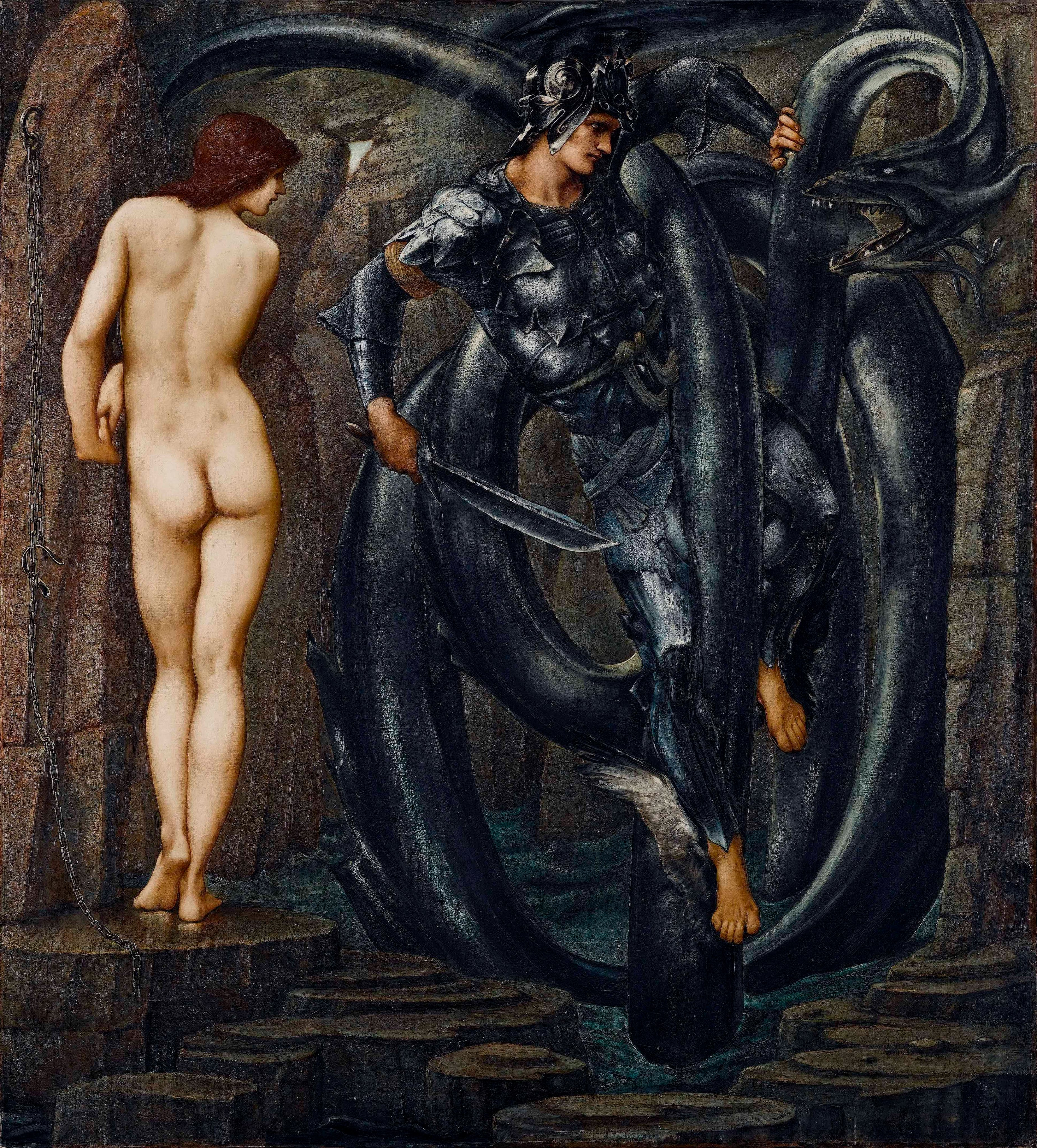
The Doom Fulfilled, 1888 (Ciclo 7 de Perseus)
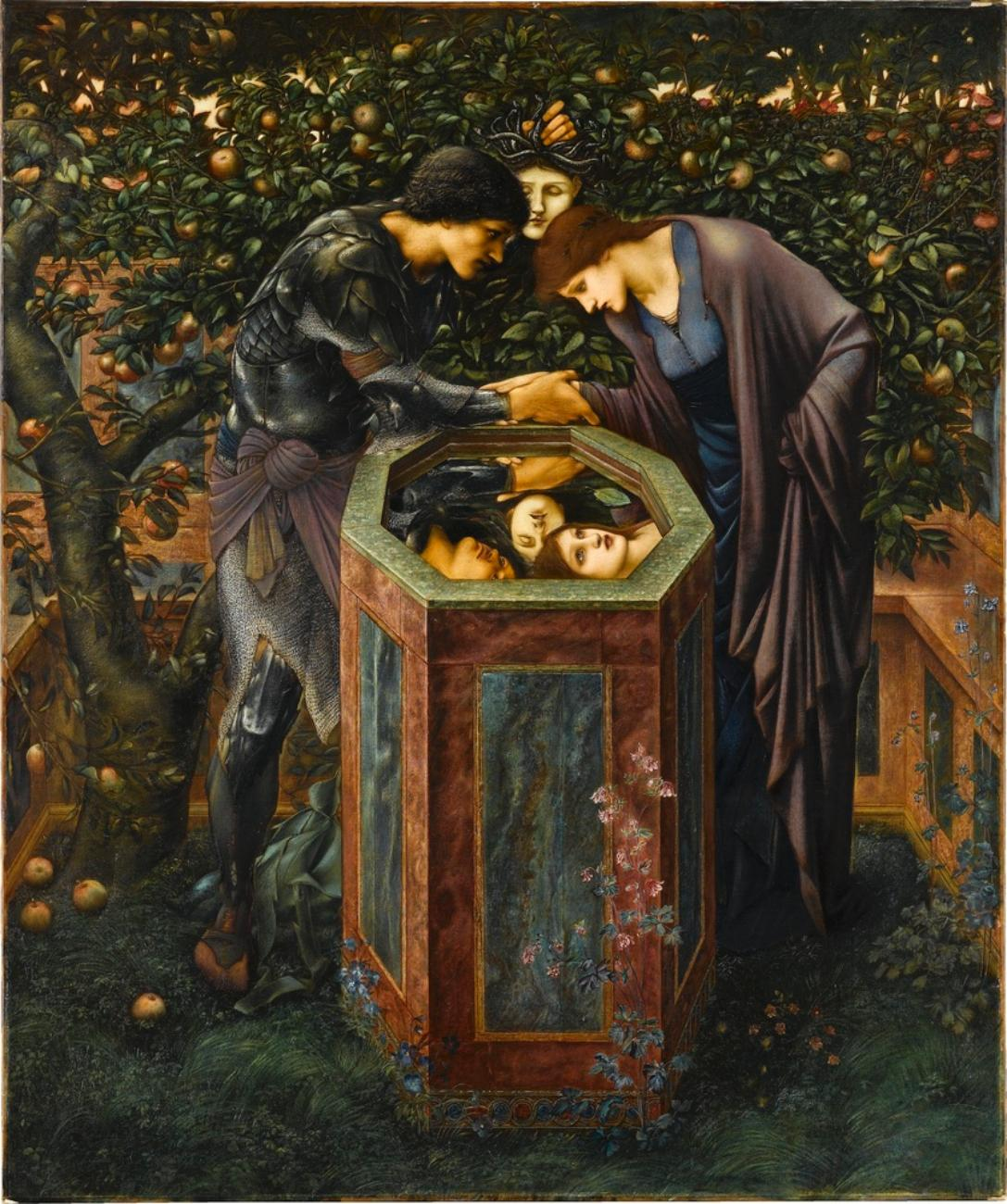
The Baleful Head, 1887 (Ciclo 8 de Perseus)
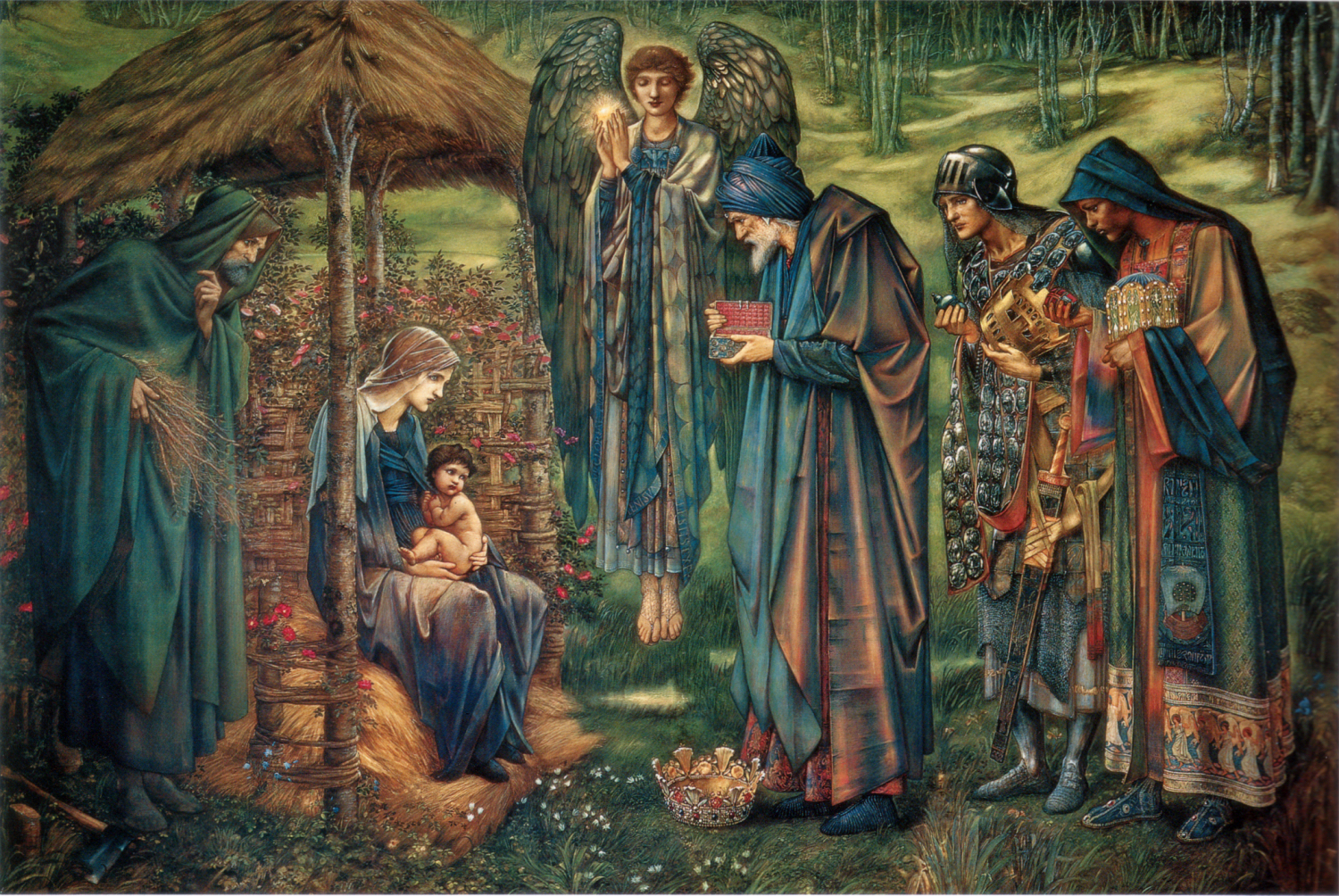
The Star of Bethlehem, 1890
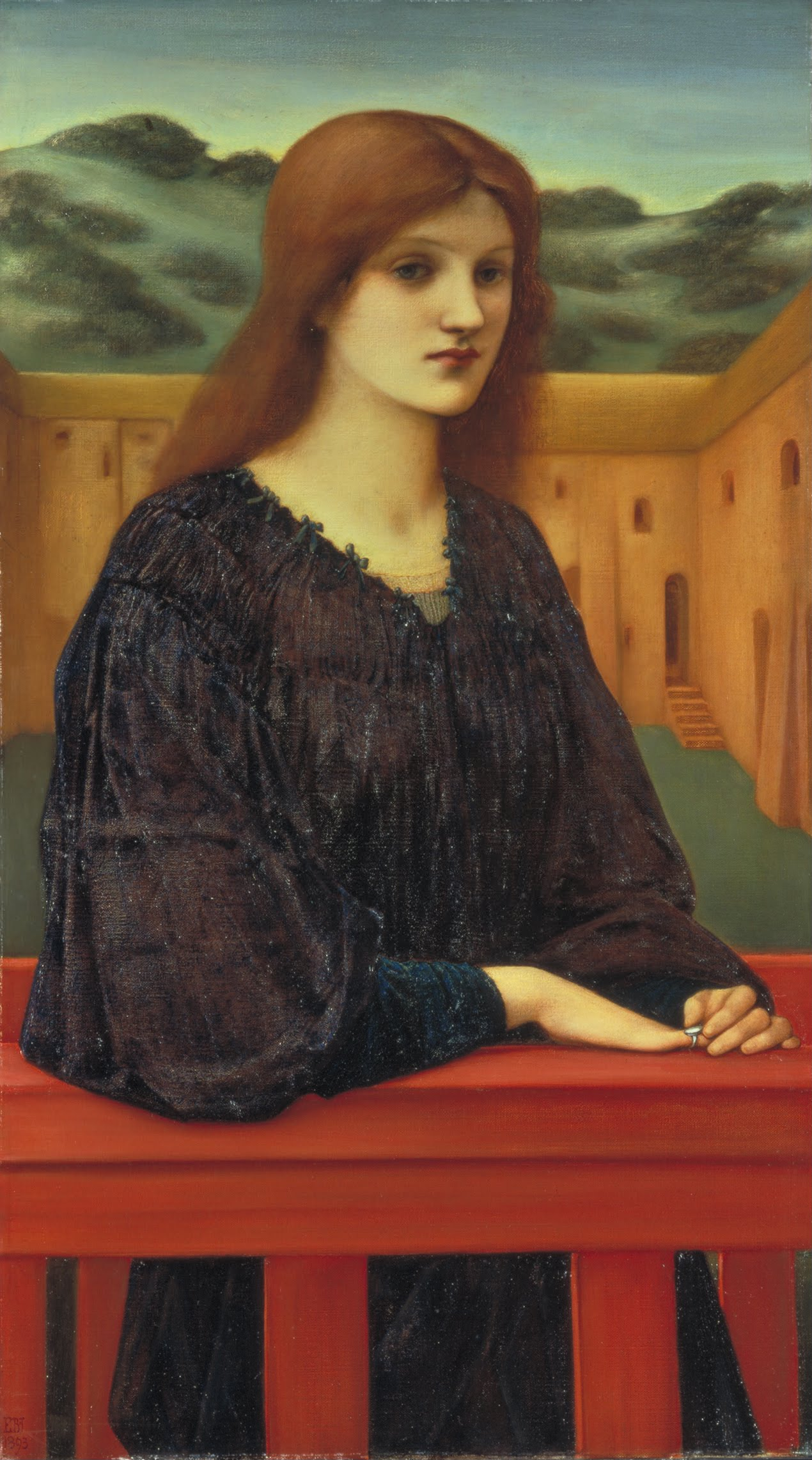
Vespertina Quies, 1893
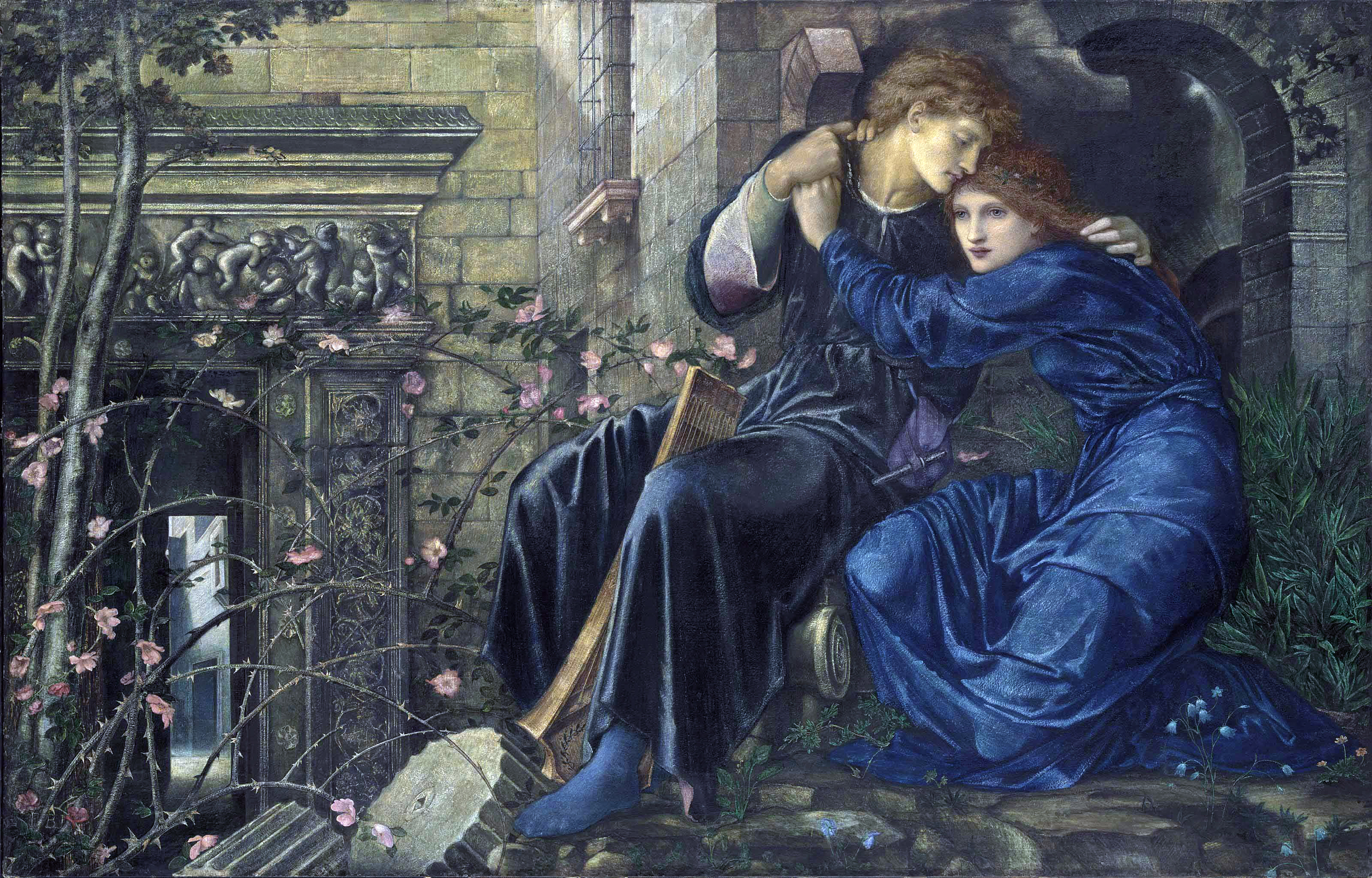
Love Among the Ruins, recreação de 1894 em óleos
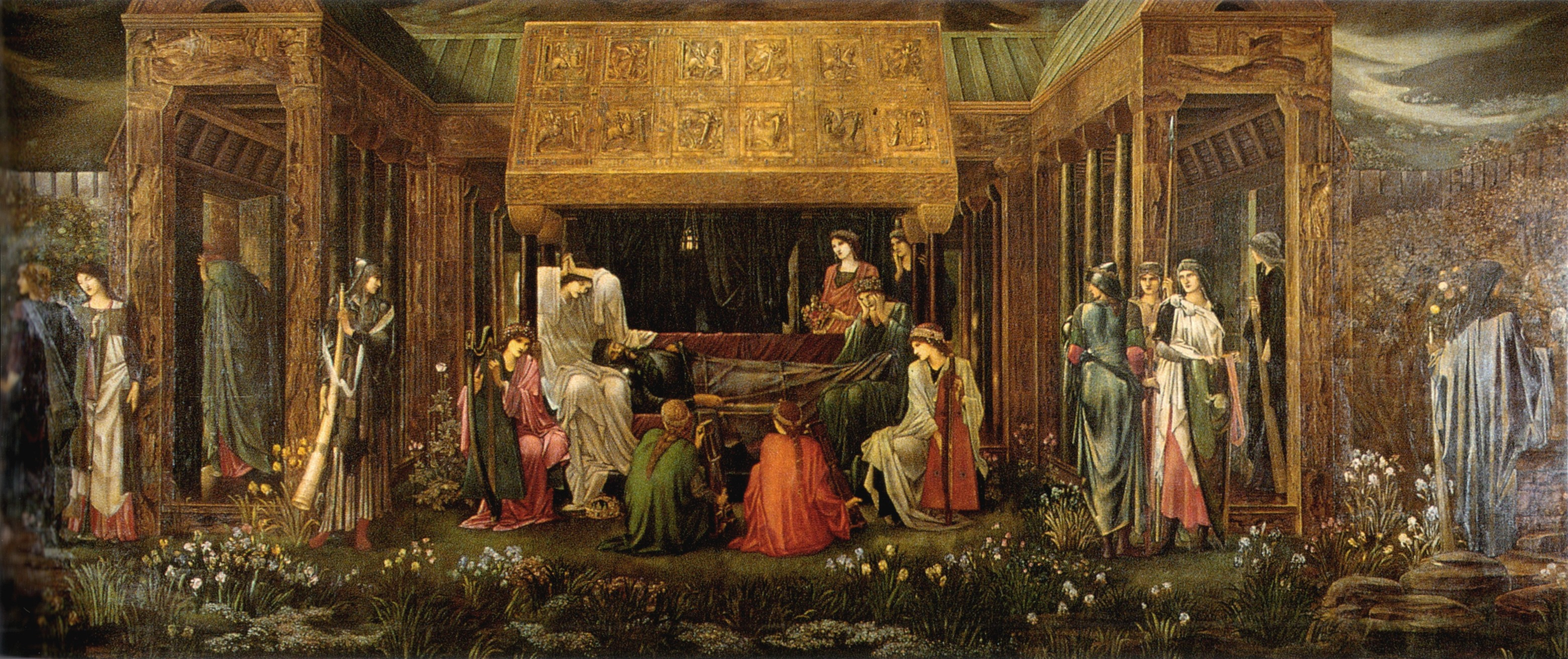
The Last Sleep of Arthur in Avalon 1881–1898

### Artes decorativas

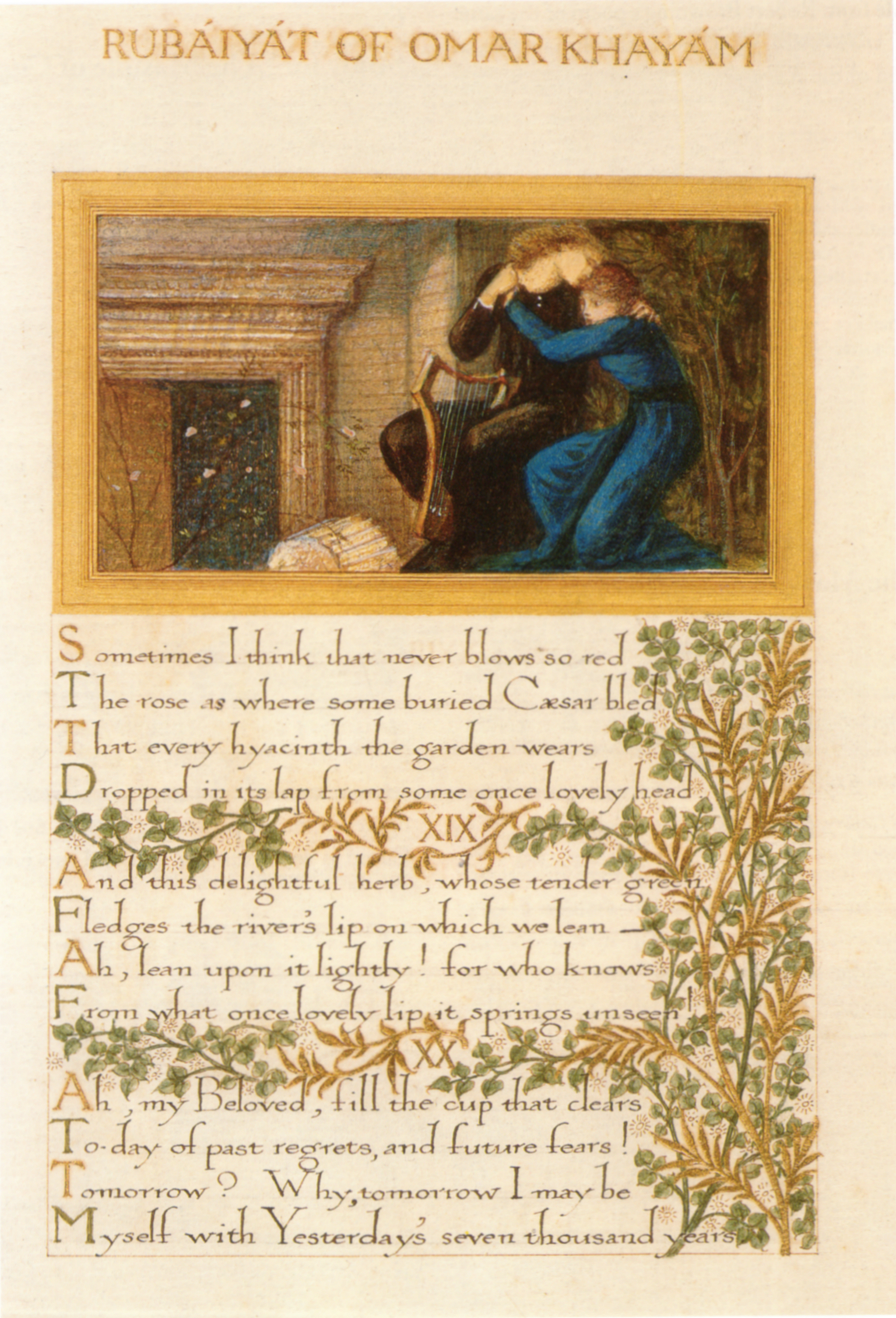
Manuscrito iluminado do Rubaiyat de Omar Khayyam por William Morris, ilustrado por Burne-Jones com uma variante de Love Between the Ruins, 1870s
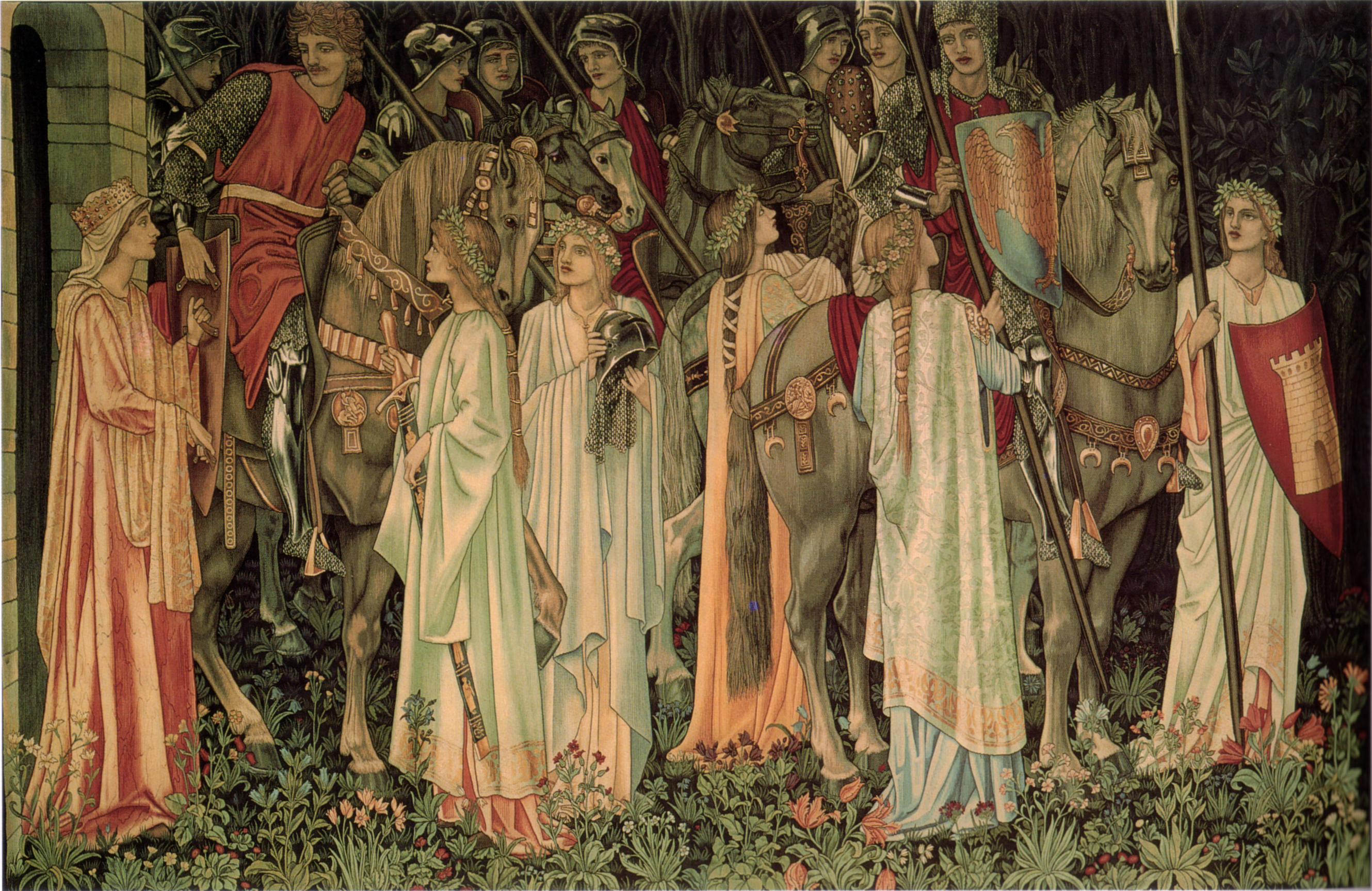
he Arming and Departure of the Knights , uma das tapeçarias do Santo Graal, 1890, figuras de Burne-Jones.
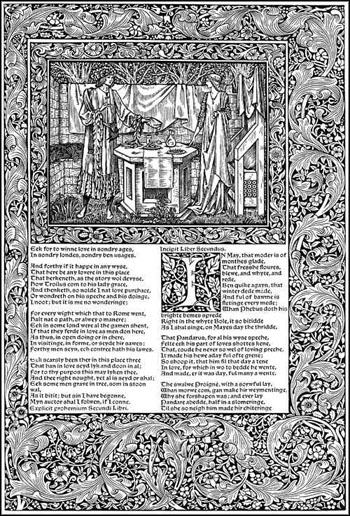
Uma página do Kelmscott Chaucer, decoração de Morris e ilustração de Burne-Jones, 1896

### Teatro

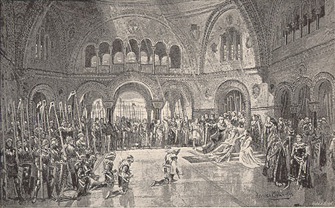
Cena do Rei Arthur, cenários de Burne-Jones, 1895
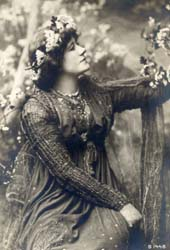
Ellen Terry como Guinevere, traje de Burne-Jones, 1894

### Fotografias

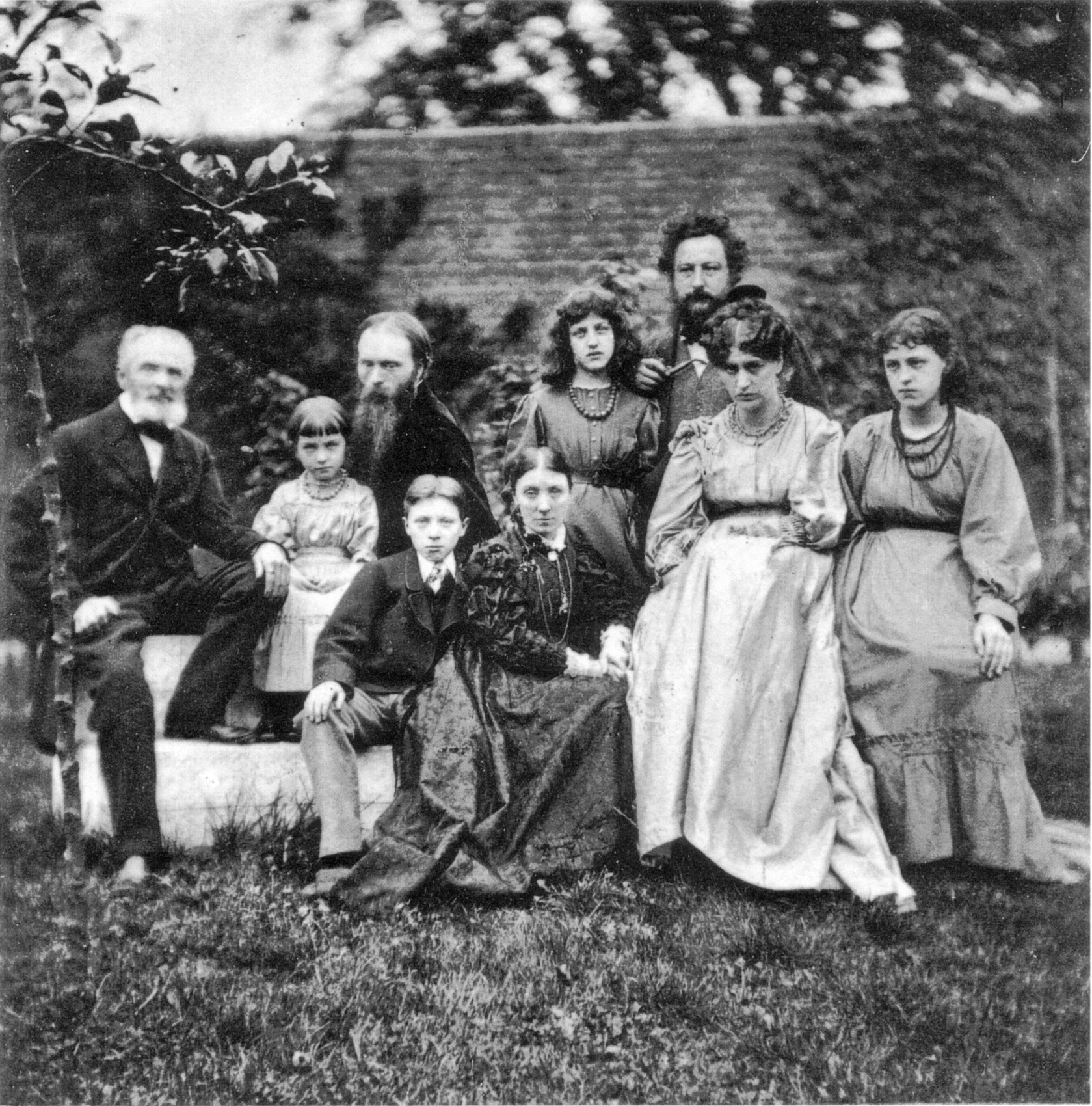
As famílias Burne-Jones e Morris no jardim de Grange, 1874, fotografia de Frederick Hollyer
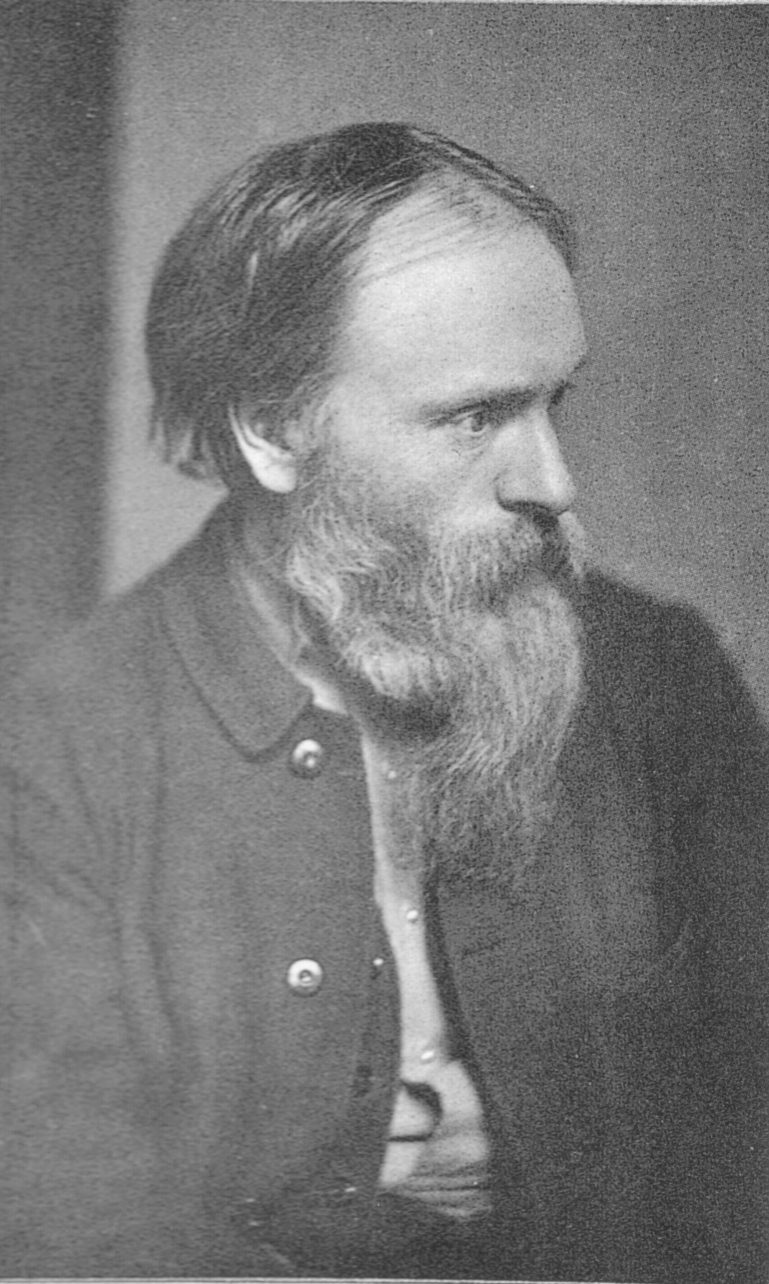
Edward Burne-Jones, c. 1882 (Hollyer)
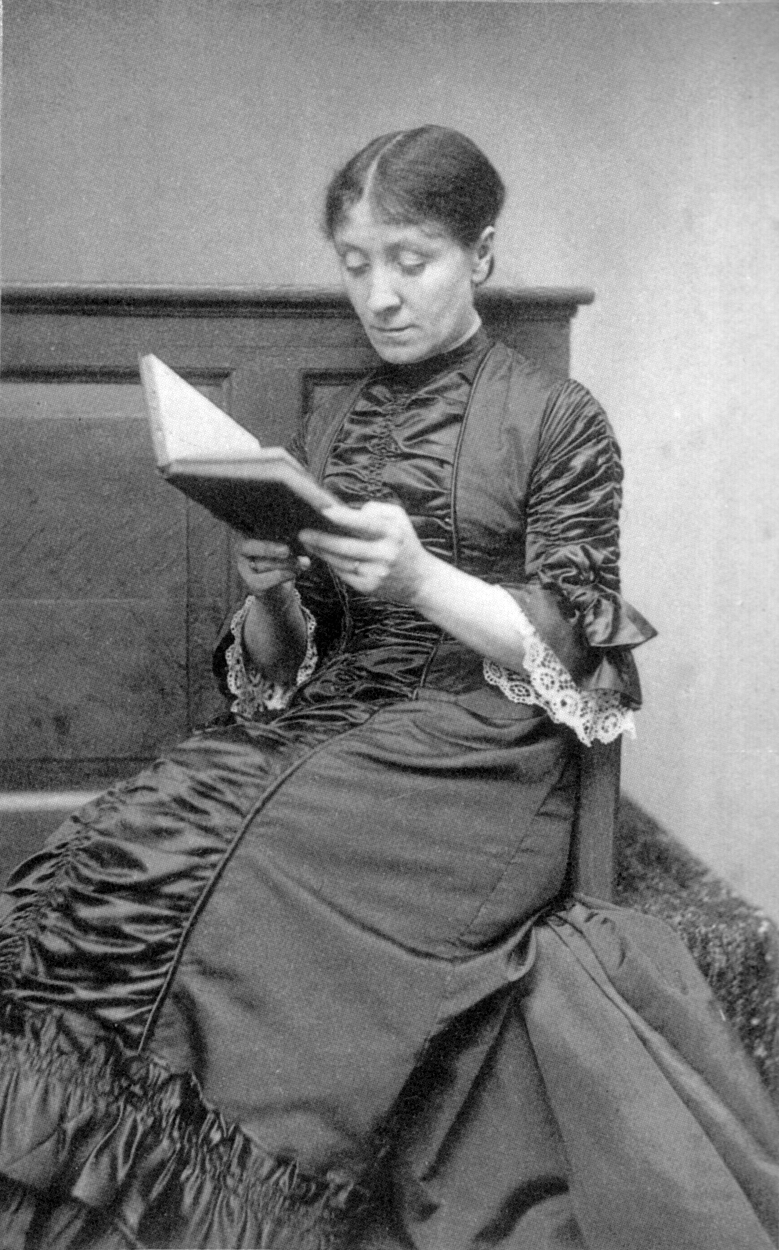
Georgiana Burne-Jones, c. 1882 (Hollyer)
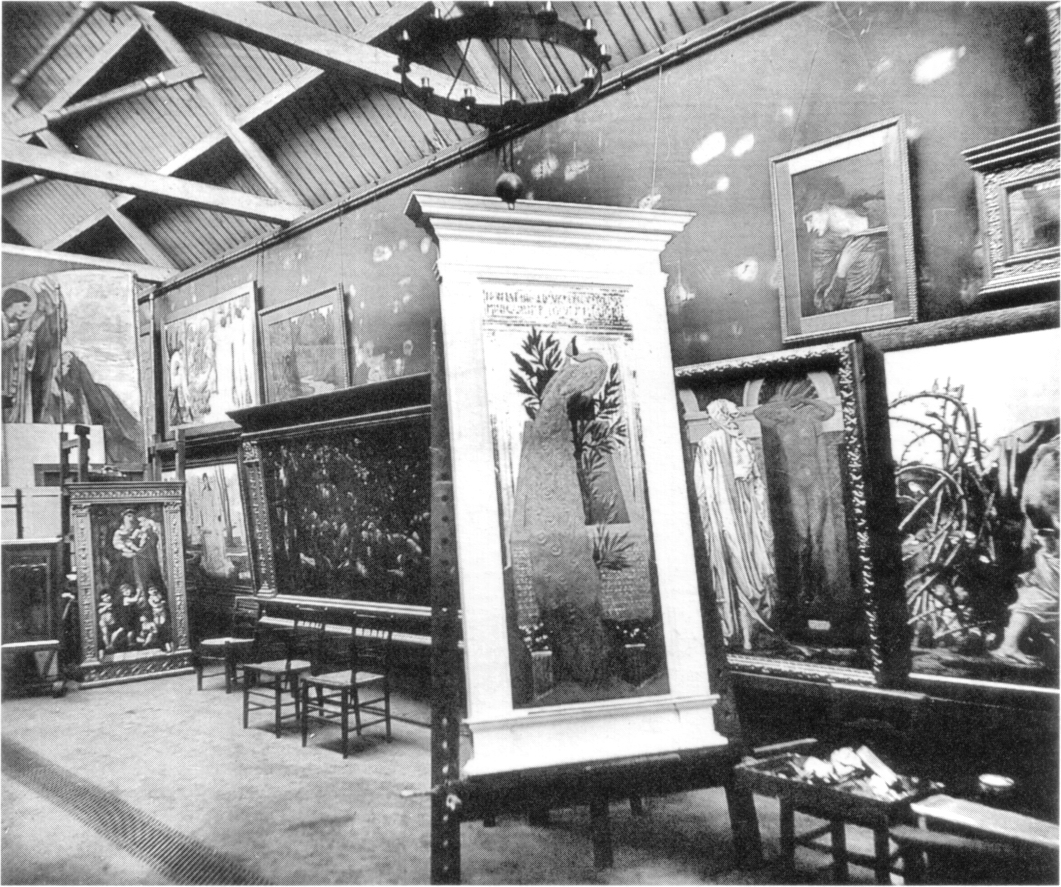
Estúdio de jardim de Burne-Jones em Grange, 1887 (Hollyer)

## Outras obras
- O Espelho de Vénus
- O Mito de Perseu
- Pigmaleão e a Imagem

## Outras leituras
- John William Mackail, The Life of William Morris in two volumes, London, New York and Bombay: Longmans, Green and Co., 1899
  - Google Books edition of Volume I and Volume II (1911 reprint) retrieved 16 August 2008
- Marsh, Jan, Jane and May Morris: A Biographical Story 1839–1938, London, Pandora Press, 1986 ISBN 0-86358-026-2
- Marsh, Jan, Jane and May Morris: A Biographical Story 1839–1938 (updated edition, privately published by author), London, 2000
- Robinson, Duncan (1982). William Morris, Edward Burne-Jones and the Kelmscott Chaucer. London: Gordon Fraser
- Spalding, Frances (1978). Magnificent Dreams: Burne-Jones and the Late Victorians. Oxford: Phaidon. ISBN 0714818275